# 1 listopada
1 listopada jest 305. (w latach przestępnych 306.) dniem w kalendarzu gregoriańskim. Do końca roku pozostaje 60 dni.

## Święta
- Imieniny obchodzą: Andrzej, Benignus, Benigny, Cyrenia, Jakub, Jan, Julianna, Konradyn, Konradyna, Licyniusz, Marceli, Maria, Nikola, Rajner, Robert, Seweryn, Teodor, Warcisław i Wiktoryna
- Algieria – Święto Rewolucji (święto narodowe)
- Antigua i Barbuda – Święto Niepodległości (święto narodowe)
- Brytyjskie Wyspy Dziewicze – Dzień Wolności
- Bułgaria – Dzień Budzicieli Narodu
- Celtowie – Samhain
- Międzynarodowe – Światowy Dzień Wegan
- Wspomnienia i święta w Kościele katolickim[1][2] obchodzą:
  - Wszyscy Święci (w Polsce dzień wolny od pracy)
  - św. Ariadna Maria (dziewica; również 18 września)
  - św. Benigny z Dijon (męczennik)
  - św. Marceli z Paryża (biskup)
  - bł. Rajner z Sansepolcro (zm. 1304; franciszkanin)
  - bł. Rupert Mayer (jezuita)

## Wydarzenia w Polsce
- 1456 – Wojna trzynastoletnia: gdański desant pod dowództwem Henryka von Stadena i Michała Ertmanna rabujący Sambię w rejonie Lőchstadt i Rybaków został rozbity przez krzyżacką załogę Królewca (ponad 250 zabitych i wziętych do niewoli, w tym dowódcy).
- 1705 – Król August II Mocny ustanowił Order Orła Białego.
- 1733 – Król August III Sas zaprzysiągł pacta conventa.
- 1798 – Filip Nereusz Lichocki został po raz drugi prezydentem Krakowa.
- 1806 – IV koalicja antyfrancuska: około 150-tysięczna armia francuska przekroczyła granicę Wielkopolski.
- 1831 – Ogłoszono amnestię carską dla żołnierzy i podoficerów biorących udział w powstaniu listopadowym.
- 1857 – W Krakowie uruchomiono gazownię miejską.
- 1864 – Założono Towarzystwo Opieki nad Zwierzętami w Polsce.
- 1899 – Otwarto linię kolejową Łeba-Lębork.
- 1910 – Uruchomiono elektrownię w Białymstoku.
- 1918:
  - Powstał Związek Harcerstwa Polskiego.
  - We Lwowie wybuchły walki polsko-ukraińskie.
  - W Płaszowie pod Krakowem zdobyto austriacki tabor pancerny. Utworzono z niego pociągi pancerne: Śmiały i Piłsudczyk.
- 1925 – Założono Wyższą Szkołę Oficerską Sił Powietrznych w Grudziądzu.
- 1927 – Podczas sztormu zatonął holownik morski „Górnik”, w wyniku czego zginęło 9 z 10 członków załogi.
- 1931 – Założono Polski Związek Tenisa Stołowego.
- 1939 – W Warszawie założono organizację konspiracyjną Polska Niepodległa.
- 1941:
  - W Krakowie odbyło się pierwsze przedstawienie konspiracyjnego Teatru Rapsodycznego.
  - Utworzenie obozu janowskiego we Lwowie.
- 1942:
  - Niemcy zlikwidowali getto żydowskie w Tomaszowie Mazowieckim.
  - Powstał Patriotyczny Front Lewicy Polskiej.
- 1944 – W odwecie za zbrojną akcję partyzantów przeprowadzoną w okolicy wsi Porąbka w powiecie limanowskim, Niemcy spalili żywcem 33 Polaków w pobliskim Gruszowcu.
- 1946:
  - Karol Wojtyła otrzymał święcenia kapłańskie.
  - Założono Oficerską Szkołę Polityczną w Łodzi.
- 1953:
  - Rada Ministrów podjęła uchwałę o przerwaniu robót przy budowie warszawskiego metra.
  - Założono Bałtycki Teatr Dramatyczny im. Juliusza Słowackiego w Koszalinie.
- 1956 – Służba Więzienna przeszła spod zarządu Ministerstwa Spraw Wewnętrznych pod zarząd Ministerstwa Sprawiedliwości.
- 1957 – Powstało Studio Eksperymentalne Polskiego Radia.
- 1972 – W związku z planowanym podziałem kraju na 49 województw utworzono eksperymentalny, największy w Polsce (2909 km²) powiat bieszczadzki ze stolicą w Lesku.
- 1985 – Zniesiono reglamentację cukru.
- 1988 – Rząd Mieczysława Rakowskiego podjął decyzję o likwidacji Stoczni Gdańskiej.
- 2004 – Polska stała się pełnoprawnym członkiem Europolu.
- 2011 – Udane awaryjne lądowanie lotu PLL LOT 016 na stołecznym Lotnisku Chopina.

## Wydarzenia na świecie
- 82 p.n.e. – Zwycięstwo optymatów pod wodzą Sulli nad popularami w bitwie przy Bramie Kollińskiej w Rzymie.
- 996 – Cesarz Otton III nadał biskupowi z Freising tereny położone wokół Niuvanhova (obecnie Neuhofen), zwane w miejscowej gwarze Ostarrichi, od czego wzięła swą nazwę Austria (niem. Österreich).
- 1112 – Późniejszy król Alfons I Zdobywca został hrabią Portugalii.
- 1141 – Stefan z Blois powrócił na tron angielski po wypędzeniu Pani Anglików i byłej cesarzowej rzymsko-niemieckiej Matyldy.
- 1179 – Filip II August został koronowany w katedrze w Reims na króla Francji.
- 1214 – Turcy seldżuccy zdobyli po oblężeniu należący do Cesarstwa Trapezuntu port Synopa.
- 1215 – Rozpoczął się Sobór laterański IV.
- 1248 – Wilhelm z Holandii został koronowany na antykróla Niemiec.
- 1295 – Król Aragonii Jakub II Sprawiedliwy ożenił się z Blanką Andegaweńską.
- 1304 – powódź na południowo-zachodnim wybrzeżu Bałtyku(inne języki) (gł. na Pomorzu Przednim: Rugii, Ruden, Uznamie i w rejonie Zatoki Greifswaldzkiej) znana jako „powódź Wszystkich Świętych”.
- 1335 – Królowie Czech Jan Luksemburski, Polski Kazimierz III Wielki i Węgier Karol Robert spotkali się na zjeździe w Wyszehradzie.
- 1368 – Księżniczka pomorska Elżbieta, czwarta żona Karola IV Luksemburskiego, została koronowana w Rzymie przez papieża Urbana V na cesarzową rzymsko-niemiecką.
- 1420 – I krucjata antyhusycka: zwycięstwo husytów w bitwie pod Wyszehradem.
- 1463 – Z rozkazu sułtana Mehmeda II w więzieniu Siedmiu Wież w Konstantynopolu został ścięty ostatni cesarz Trapezuntu Dawid II Wielki Komnen oraz jego siedmiu synów, brat i bratanek Aleksy.
- 1478 – Na prośbę hiszpańskich monarchów Ferdynanda II Aragońskiego i Izabeli I Katolickiej papież Sykstus IV udzielił im prawa do nominowania inkwizytorów w Andaluzji w celu rozstrzygania podejrzeń o fałszywe nawrócenia hiszpańskich Żydów.
- 1501 – Włoski żeglarz Amerigo Vespucci odkrył Zatokę Wszystkich Świętych i zszedł na ląd na terenie dzisiejszego brazylijskiego miasta Salvador.
- 1503 – Kardynał Giuliano della Rovere został wybrany na papieża i przyjął imię Juliusz II.
- 1512 – Po raz pierwszy zostały pokazane publicznie freski Michała Anioła zdobiące sklepienie kaplicy Sykstyńskiej.
- 1520 – W czasie swej wyprawy dookoła świata Ferdynand Magellan wpłynął do cieśniny nazwanej później jego imieniem (początkowo Cieśniny Wszystkich Świętych).
- 1540 – We Florencji została założona filozoficzno-literacka Accademia Fiorentina.
- 1570 – Około 20 tys. osób zginęło w wyniku wywołanej sztormem na Morzu Północnym tzw. powodzi Wszystkich Świętych w Holandii i Niemczech.
- 1604 – W pałacu Whitehall w Londynie odbyła się premiera dramatu Otello Williama Szekspira.
- 1606 – Założono miasto Oruro w Boliwii.
- 1610 – Papież Paweł V kanonizował Karola Boromeusza.
- 1611 – W pałacu Whitehall odbyła się premiera romansu Burza Williama Szekspira.
- 1666 – Safi II został koronowany na szacha Persji.
- 1689 – Założono miasto San Ignacio de Moxos w Boliwii.
- 1700 – Bezpotomna śmierć Karola II Habsburga, ostatniego Habsburga na tronie hiszpańskim, która doprowadziła do wybuchu wojny o sukcesję hiszpańską.
- 1742 – Została poświęcona obecna katedra Notre-Dame-de-l’Annonciation we francuskim Nancy.
- 1755 – Potężne trzęsienie ziemi i wywołane nim tsunami zniszczyły Lizbonę i większą część południowego wybrzeża portugalskiego aż do Algarve oraz wybrzeże marokańskie, w wyniku czego zginęło kilkadziesiąt tysięcy osób.
- 1770 – Założono Uniwersytet Techniczny w Berlinie.
- 1773:
  - Założono Sankt-Petersburski Państwowy Instytut Górniczy.
  - Została poświęcona katedra św. Jadwigi w Berlinie.
- 1781:
  - Założono Massachusetts Medical Society, najstarsze nieprzerwanie działające stanowe towarzystwo medyczne w USA.
  - Zniesiono poddaństwo w Austrii i Czechach.
- 1790 – Irlandzki filozof i polityk Edmund Burke opublikował Rozważania o rewolucji we Francji.
- 1800 – John Adams, jako pierwszy prezydent USA, zamieszkał w Białym Domu.
- 1809 – V koalicja antyfrancuska: sprzymierzone z Francuzami wojska bawarskie pokonały powstańców tyrolskich w IV bitwie pod Bergisel.
- 1828 – W trakcie konfliktu zbrojnego z miejscowymi Aborygenami gubernator George Arthur wprowadził stan wojenny na Ziemi van Diemena (Tasmanii).
- 1842 – Została poświęcona katedra św. Ansgara w Kopenhadze.
- 1849 – Johan Rudolph Thorbecke został premierem Holandii.
- 1856 – Wybuchła wojna brytyjsko-perska.
- 1874 – Odbył się pierwszy pogrzeb na Cmentarzu Centralnym w Wiedniu.
- 1876 – W Holandii otwarto Kanał Morza Północnego.
- 1884 – Założono Gaelicki Związek Atletyczny z siedzibą w Dublinie.
- 1886 – W Belgradzie założono Królewską Serbską Akademię Nauk.
- 1894 – Mikołaj II Romanow objął tron jako ostatni car Rosji.
- 1895:
  - Léon Bourgeois został premierem Francji.
  - W Berlinie Max Skladanowsky wraz z bratem Emilem zorganizowali pierwszy płatny pokaz na własnej konstrukcji projektorze filmowym nazwanym bioskopem (2 miesiące przed braćmi Lumière).
- 1897:
  - W prowincji Szantung we wschodnich Chinach zamordowano dwóch niemieckich misjonarzy, co dało pretekst cesarzowi Wilhelmowi II Hohenzollernowi do zbrojnego zajęcia rejonu zatoki Jiaozhou dwa tygodnie później.
  - W Turynie założono klub piłkarski Juventus F.C.
- 1898 – Charles Dupuy został po raz trzeci premierem Francji.
- 1900 – Papież Leon XIII ogłosił encyklikę De Redemptore.
- 1904 – Na nowozelandzkiej Wyspie Północnej w wyniku osunięcia ziemi został zasypany najpotężniejszy wówczas na świecie gejzer Waimangu.
- 1909 – W Nowym Meksyku utworzono Pomnik narodowy misji Salinas Pueblo.
- 1911 – Wojna włosko-turecka: armia włoska po raz pierwszy w historii użyła samolotu bombowego.
- 1912 – Gen. Mario García Menocal wygrał wybory prezydenckie na Kubie.
- 1913 – W Funchal na portugalskiej Maderze założono klub piłkarski União Madeira.
- 1914 – I wojna światowa: zwycięstwo okrętów niemieckich nad brytyjskimi w bitwie pod Coronelem (Chile).
- 1918:
  - I wojna światowa: dwóch włoskich dywersantów wpłynęło żywą torpedą „Mignatta” do zatoki portu Pula na półwyspie Istria celem zadania strat zacumowanych tam okrętom floty austro-węgierskiej, nie wiedząc, że kilka godzin wcześniej Austriacy przekazali ją nowo powstałemu Państwu Słoweńców, Chorwatów i Serbów. W wyniku wybuchu dwóch min magnetycznych zatonął m.in. pancernik SMS „Viribus Unitis” (przemianowany na „Jugoslavija”), zabierając ze sobą ok. 300-400 członków załogi i głównodowodzącego floty admirała Janko Vukovicia.
  - I wojna światowa: połączone wojska serbskie, francuskie, brytyjskie i greckie wyzwoliły Belgrad.
  - Powstało Królestwo Jemenu.
- 1920 – Alfredo Zayas wygrał wybory prezydenckie na Kubie.
- 1922 – Abdykował ostatni sułtan Imperium Osmańskiego Mehmed VI
- 1924 – Założono amerykański klub hokejowy Boston Bruins.
- 1925 – Rozpoczęło nadawanie Radio Łotewskie.
- 1928 – Turcja przeszła z alfabetu arabskiego na łaciński.
- 1930 – Premiera westernu Droga olbrzymów w reżyserii Raoula Walsha.
- 1932 – Kochanka Adolfa Hitlera Eva Braun usiłowała popełnić samobójstwo strzelając sobie w szyję.
- 1936 – Hiszpańska wojna domowa: rozpoczęła się bitwa o Madryt.
- 1937 – Wielki terror: w Kuropatach rozstrzelano 11 wyższych rangą duchownych Autokefalicznego Białoruskiego Kościoła Prawosławnego w Mińsku.
- 1940:
  - Turcja ogłosiła neutralność w wojnie grecko-włoskiej.
  - Zwodowano japoński niszczyciel „Tanikaze”.
- 1942 – W Berlinie utworzono Komitet Tatarski.
- 1943 – Wojna na Pacyfiku: wojska amerykańskie wylądowały na wyspie Bougainville’a (Papua-Nowa Gwinea).
- 1944 – W Wielkiej Brytanii założono Towarzystwo Wegańskie.
- 1945:
  - Panajotis Kanelopulos został premierem Grecji.
  - Ukazało się pierwsze wydanie amerykańskiego miesięcznika „Ebony”.
  - Żydowskie organizacje bojowe zaatakowały 153 obiekty kolejowe na terenie Brytyjskiego Mandatu Palestyny.
- 1946 – W pierwszym meczu w historii NBA New York Knicks pokonali Toronto Huskies 68:66.
- 1947:
  - W trzęsieniu ziemi o magnitudzie 7,6 w północnym Peru zginęło od 233 do 2233 osób.
  - W wieku 30 lat padł amerykański koń wyścigowy pełnej krwi angielskiej Man o’ War, który zajął pierwsze miejsce w rankingu Najwybitniejszych Koni Wyścigowych XX wieku według magazynu „The Blood-Horse”.
- 1948:
  - Całkowite zaćmienie Słońca widoczne nad centralną Afryką i południowym Oceanem Indyjskim.
  - U północno-wschodnich wybrzeży Chin eksplodował i zatonął chiński statek z około 6 tys. osób na pokładzie.
- 1949 – 55 osób zginęło po zderzeniu samolotu pasażerskiego Douglas DC-4 z myśliwcem nad Waszyngtonem.
- 1950:
  - Dwóch portorykańskich nacjonalistów wtargnęło na teren Białego Domu w celu zamordowania prezydenta USA Harry’ego Trumana. W wyniku strzelaniny zginął agent ochrony i jeden z zamachowców.
  - Papież Pius XII ogłosił dogmat o Wniebowzięciu Najświętszej Maryi Panny.
  - Pierwszy czarnoskóry gracz NBA Chuck Cooper zadebiutował w barwach drużyny Boston Celtics.
  - W Izraelu sformowano drugi rząd Dawida Ben Guriona.

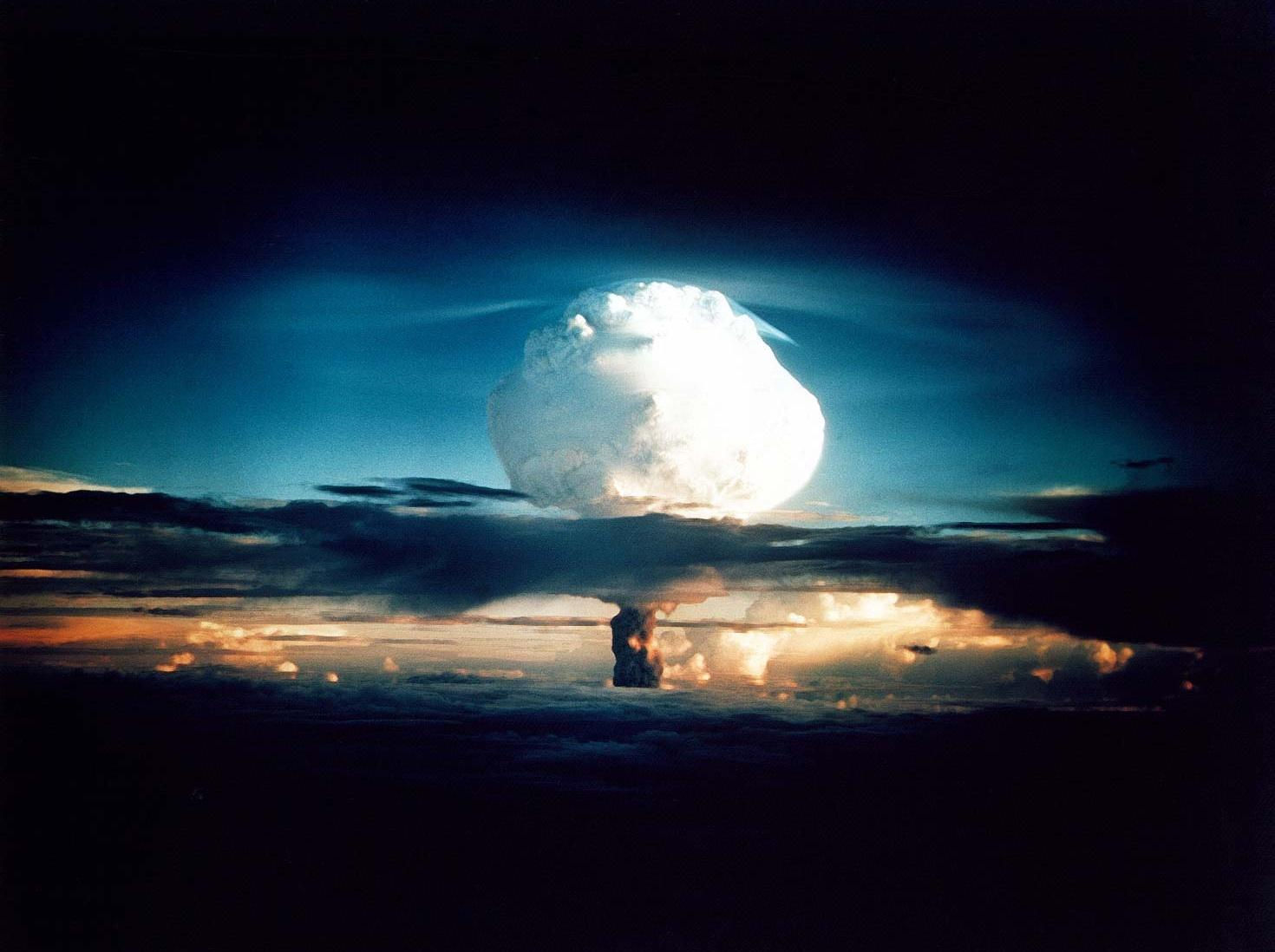

- - Wojna koreańska: 64 Korpus Lotnictwa Myśliwskiego radzieckich sił powietrznych został dołączony do lotnictwa chińskiego pod dowództwem 1 Zjednoczonej Armii Powietrznej. Tego samego dnia w tzw. „alei MiG-ów” nad północno-zachodnią częścią Korei Północnej zaczęły operować myśliwce MiG-15 pilotowane przez pilotów radzieckich i doszło do pierwszych starć z samolotami amerykańskimi.
- 1951 – Na poligonie atomowym w Nevadzie przeprowadzono pierwszą próbną eksplozję bomby atomowej połączoną z ćwiczeniami wojskowymi „Desert Rock I”.
- 1952 – Na atolu Enewetak Amerykanie przeprowadzili pierwszą w historii próbną eksplozję bomby wodorowej Ivy Mike.
- 1954:
  - Gen. Fulgencio Batista wygrał przeprowadzone bez udziału kandydatów opozycji wybory prezydenckie na Kubie.
  - W Algierii wybuchło antyfrancuskie powstanie.
  - Wystartował pierwszy program niemieckiej telewizji publicznej Das Erste, będący wspólnym przedsięwzięciem 10 publicznych nadawców zrzeszonych w ARD.
- 1955:
  - 44 osoby zginęły nad Longmont w stanie Kolorado w wyniku wybuchu bomby podłożonej na pokładzie należącego do United Airlines samolotu Douglas DC-6.
  - Wybuchła wojna wietnamska.
- 1956:
  - Imre Nagy ogłosił wystąpienie Węgier z Układu Warszawskiego i neutralność kraju.
  - Papież Pius XII ogłosił encyklikę Laetamur Admodum, wzywającą do modlitw w intencji pokoju w Polsce, na Węgrzech i na Bliskim Wschodzie.
  - W Indiach weszła w życie reforma administracyjna, dzieląca kraj na stany i terytoria związkowe.
- 1957 – Nad cieśniną między jeziorami Michigan i Huron otwarto Mackinac Bridge, jeden z najdłuższych w USA.
- 1960 – Wszedł w życie traktat ustanawiający unię ekonomiczną Beneluksu.
- 1961:
  - Lecący z Lizbony Douglas DC-7 linii Panair do Brasil rozbił się podczas podchodzenia do lądowania w brazylijskim Recife, w wyniku czego zginęło 48 spośród 85 osób na pokładzie.
  - W ZSRR wszedł do służby pierwszy międzykontynentalny i dwustopniowy pocisk balistyczny R-16.
- 1963 – Na Portoryko otwarto Obserwatorium Arecibo z największym radioteleskopem na świecie.
- 1964 – Czasowo otwarto przejścia graniczne w Murze Berlińskim.
- 1965 – Koalicja Pracy wygrała wybory do izraelskiego Knesetu.
- 1967 – Mohammad Nur Ahmad Etemadi został premierem Afganistanu.
- 1969 – Na lotnisku Fiumicino pod Rzymem wylądował Boeing 707 linii TWA, porwany poprzedniego dnia (w czasie lotu z Los Angeles do San Francisco) przez 20-letniego uzbrojonego amerykańskiego żołnierza piechoty morskiej i weterana wojny wietnamskiej włoskiego pochodzenia Raffaele Minichiello. Wcześniej, w czasie międzylądowania w Denver, porywacz uwolnił wszystkich pasażerów.
- 1970:
  - 146 osób zginęło w pożarze dyskoteki we francuskiej miejscowości Saint-Laurent-du-Pont.
  - Na terenie portu lotniczego w pakistańskim Karaczi miał miejsce nieudany zamach na przewodniczącego Rady Państwa PRL i marszałka Polski Mariana Spychalskiego. Pakistański kierowca półciężarówki uderzył z impetem w komitet powitalny, w wyniku czego zginęły 4 osoby (polski wiceminister spraw zagranicznych Zygfryd Wolniak, dwóch pakistańskich fotoreporterów i zastępca szefa pakistańskiego wywiadu), a 11 zostało rannych.
- 1971 – Ukazało się pierwsze wydanie kanadyjskiego dziennika „Toronto Sun”.
- 1973 – Prawnik pochodzenia polsko-austriackiego Leon Jaworski zastąpił na stanowisku specjalnego prokuratora do spraw afery „Watergate” zdymisjonowanego 20 października Archibalda Coxa.
- 1974 – Uchwalono Międzynarodową Konwencję o Bezpieczeństwie Życia na Morzu (SOLAS).
- 1976:
  - Ukazał się singel Money, Money, Money szwedzkiej grupy ABBA.
  - Willi Stoph został po raz drugi premierem NRD.
- 1977 – Odbył się pierwszy lot rejsowy samolotu Tu-144 (Moskwa-Ałmaty).
- 1978 – Terroryści z Frakcji Czerwonej Armii (RAF) Rolf Heißler i Adelheid Schulz zastrzelili w Kerkrade dwóch holenderskich celników.
- 1981 – Antigua i Barbuda uzyskała niepodległość (od Wielkiej Brytanii).
- 1982:
  - Przedsiębiorstwo Philips wprowadziło na rynek swój pierwszy odtwarzacz płyt kompaktowych CD-100.
  - W Marysville w stanie Ohio Honda jako pierwszy japoński koncern rozpoczęła seryjną produkcję samochodów na terenie USA.
- 1988 – Prawicowy Likud wygrał wybory do Knesetu.
- 1991 – Czeczenia ogłosiła niepodległość.
- 1993:
  - Wszedł w życie Traktat z Maastricht powołujący do życia Unię Europejską.
  - W Turkmenistanie została wprowadzona nowa waluta narodowa – manat.
- 1996:
  - Premiera melodramatu Romeo i Julia w reżyserii Baza Luhrmanna.
  - Wystartowała arabska telewizja informacyjna Al-Dżazira.
- 1998:
  - Uruchomiono telefonię satelitarną Iridium.
  - Utworzono Europejski Trybunał Praw Człowieka.
- 2000 – W Indiach utworzono stan Chhattisgarh.
- 2002 – Branko Crwenkowski został po raz drugi premierem Macedonii Północnej.
- 2003 – Ogłoszono zaręczyny następcy hiszpańskiego tronu księcia Filipa z dziennikarką Letizią Ortiz Rocasolano.
- 2004 – Były premier Portugalii José Barroso został przewodniczącym Komisji Europejskiej.
- 2005 – Zgromadzenie Ogólne ONZ uchwaliło Międzynarodowy Dzień Pamięci o Ofiarach Holokaustu, wyznaczając jego datę na 27 stycznia – rocznicę wyzwolenia obozu Auschwitz-Birkenau.
- 2006:
  - W czasie huraganu Britta na Bałtyku zatonął szwedzki statek „Finnbirch”, w wyniku czego zginęło 2 spośród 14 członków załogi.
  - W Wiedniu powołano Międzynarodową Konfederację Związków Zawodowych (ITUC).
- 2007:
  - Premiera rosyjskiego filmu historycznego Rok 1612 w reżyserii Władimira Chotinienki.
  - We włoskiej Perugii została zamordowana brytyjska studentka Meredith Kercher. Podejrzani o zbrodnię Amerykanka Amanda Knox i Włoch Raffaele Sollecito zostali uniewinnieni przez sąd apelacyjny w Perugii 3 października 2011 roku. W 2014 roku, po uchyleniu wyroków uniewinniających przez włoski najwyższy sąd karny i ponownym procesie przed sądem apelacyjnym we Florencji, Knox została skazana na 28,5 roku, a Sollecito na 25 lat więzienia. W marcu 2015 oboje zostali ostatecznie uniewinnieni przez włoski Sąd Kasacyjny.
- 2008 – Grigol Mgalobliszwili został premierem Gruzji.
- 2010 – Prezydent Dmitrij Miedwiediew jako pierwszy rosyjski przywódca złożył wizytę na Wyspach Kurylskich.
- 2014 – Rozpoczęła urzędowanie Komisja Europejska pod przewodnictwem byłego premiera Luksemburga Jean-Claude’a Junckera.
- 2015:
  - Agnieszka Radwańska, jako pierwsza polska tenisistka, wygrała w Singapurze turniej WTA Finals, uważany za nieoficjalne mistrzostwa świata.
  - Rządząca Partia Sprawiedliwości i Rozwoju wygrała przedterminowe wybory do Wielkiego Zgromadzenia Narodowego Turcji, odzyskując w nim bezwzględną większość.
- 2016 – Niemiecki piłkarz Miroslav Klose oficjalnie zakończył karierę.
- 2020 – W Mołdawii odbyła się pierwsza tura wyborów prezydenckich. Do drugiej tury przeszli: Maia Sandu (36,16%) i ubiegający się o reelekcję Igor Dodon (32,61%).
- 2022 – W Izraelu odbyły się przedterminowe wybory do Knesetu.

## Eksploracja kosmosu
- 1962 – W kierunku Marsa wystrzelono radziecką sondę kosmiczną Mars 1.
- 2018 – Z powodu wyczerpania paliwa zakończyła się misja amerykańskiej sondy Dawn, orbitującej wokół planety karłowatej (1) Ceres.

## Urodzili się
- 846 – Ludwik II Jąkała, król zachodniofrankijski (zm. 879)
- 1339 – Rudolf IV Założyciel, książę Austrii (zm. 1365)
- 1351 – Leopold III Habsburg, książę Austrii, Styrii i Karyntii (zm. 1386)
- 1485 – Jan Dantyszek, polski duchowny katolicki, biskup chełmiński i warmiński, poeta (zm. 1548)
- 1495 – Erhard Schnepf, niemiecki teolog luterański, działacz reformacyjny (zm. 1558)
- 1498 – Giovanni Ricci, włoski duchowny katolicki, arcybiskup Pizy, kardynał (zm. 1574)
- 1499 – Rodrigo Aragoński, książę Bisceglie i Sermonetty (zm. 1512)
- 1518 – Francisco de Enzinas, hiszpański teolog protestancki, tłumacz (zm. 1552)
- 1526 – Katarzyna Jagiellonka, królewna polska, królowa szwedzka (zm. 1583)
- 1527:
  - William Brooke, angielski arystokrata, polityk (zm. 1597)
  - Pedro de Rivandeneira, hiszpański biograf, historyk, myśliciel polityczny (zm. 1611)
- 1530 – Étienne de La Boétie, francuski pisarz, eseista, filozof polityczny, prawnik (zm. 1563)
- 1539 – Pierre Pithou, francuski prawnik, myśliciel (zm. 1596)
- 1542 – Tarquinia Molza, włoska kompozytorka, poetka (zm. 1617)
- 1545 – Ernest Ludwik, książę wołogoski (zm. 1592)
- 1575 – Jan Chrzciciel Zola, włoski jezuita, misjonarz, męczennik, błogosławiony (zm. 1626)
- 1585 – Jan Brożek, polski humanista, matematyk, astronom, literat, teolog, lekarz, mówca, kartograf, geodeta, profesor i rektor Akademii Krakowskiej (zm. 1652)
- 1598 – Jordan Ansalone, włoski dominikanin, misjonarz, męczennik, święty (zm. 1634)
- 1607 – Georg Philipp Harsdörfer, niemiecki poeta (zm. 1658)
- 1610 – Jan Ludwik Stępkowski, polski duchowny katolicki, biskup kamieniecki (zm. 1664)
- 1612 – Daniło Nyczaj, kozacki pułkownik (zm. 1651)
- 1625 – Oliver Plunkett, irlandzki duchowny katolicki, arcybiskup Armagh, męczennik, święty (zm. 1681)
- 1636 – Nicolas Boileau, francuski poeta, krytyk literacki (zm. 1711)
- 1638:
  - Manuel Arias y Porres, hiszpański duchowny katolicki, arcybiskup Sewilli, kardynał (zm. 1717)
  - Jan Jerzy Przebendowski, polski szlachcic, generał major, polityk (zm. 1729)
- 1661 – Ludwik Burbon, delfin Francji (zm. 1711)
- 1673 – Meinrad II, książę Hohenzollern-Sigmaringen (zm. 1715)
- 1685 – Antoni Giering, polski piwowar, rajca i burmistrz Torunia (zm. 1759)
- 1703 – Władysław Aleksander Łubieński, polski duchowny katolicki, arcybiskup gnieźnieński i prymas Polski (zm. 1767)
- 1710 – Baldassare Cenci, włoski kardynał (zm. 1763)
- 1713 – Eduard Friedrich von Conradi, niemiecki polityk, burgrabia królewski i burmistrz Gdańska (zm. 1799)
- 1716:
  - Francesco Carrara, włoski kardynał (zm. 1793)
  - Karol Fabiani, polski jezuita, kaznodzieja, pedagog (zm. 1791)
- 1722 – Carlo Livizzani, włoski kardynał (zm. 1802)
- 1729 – Pierre Durand de Maillane, francuski prawnik, polityk, rewolucjonista (zm. 1811)
- 1732 – Juan Martín de Goicoechea y Galarza, hiszpański kupiec, mecenas sztuki (zm. 1806)
- 1743 – Johann Friedrich Wilhelm Herbst, niemiecki duchowny ewangelicki, naturalista, entomolog, karcynolog (zm. 1807)
- 1751 – Ennio Quirino Visconti, włosko-francuski archeolog (zm. 1818)
- 1752 – (lub 10 marca) Józef Zajączek, polski i francuski generał, polityk, jakobin polski, namiestnik Królestwa Polskiego (zm. 1826)
- 1757 – Antonio Canova, włoski rzeźbiarz, malarz, architekt (zm. 1822)
- 1762 – Spencer Perceval, brytyjski polityk, premier Wielkiej Brytanii (zm. 1812)
- 1768 – Christopher Ellery, amerykański prawnik, polityk, senator (zm. 1840)
- 1769 – Miguel Pereira Forjaz Coutinho Barreto de Sá, portugalski polityk (zm. 1827)
- 1778 – Gustaw IV Adolf, król Szwecji (zm. 1837)
- 1781 – Joseph Karl Stieler, niemiecki malarz portrecista (zm. 1858)
- 1782 – Frederick Robinson, brytyjski arystokrata, polityk, premier Wielkiej Brytanii (zm. 1859)
- 1788 – John Tolley Hood Worthington, amerykański polityk (zm. 1849)
- 1789 – Benedict Joseph Semmes, amerykański lekarz, rolnik, polityk (zm. 1863)
- 1797:
  - Maria Dorota, księżniczka wirtemberska, arcyksiężna austriacka (zm. 1855)
  - Teodor Morawski, polski polityk, uczestnik powstania listopadowego, wydawca prasowy (zm. 1879)
- 1806:
  - Piotr Jerzy Bansemer, polski prawnik, adwokat, historyk przemysłu pochodzenia niemieckiego (zm. 1861)
  - Isaac Dashiell Jones, amerykański prawnik, polityk (zm. 1893)
- 1807:
  - Maria Repetto, włoska zakonnica, błogosławiona (zm. 1890)
  - Santo Varni, włoski rzeźbiarz (zm. 1885)
- 1808 – John Taylor, amerykański duchowny, jeden z pionierów Kościoła Jezusa Chrystusa Świętych w Dniach Ostatnich (mormonów) (zm. 1887)
- 1812 – John Bernard Fitzpatrick, amerykański duchowny katolicki, biskup Bostonu (zm. 1866)
- 1817 – Hanna El Hajj z Dlebty, maronicki patriarcha Antiochii i całego Wschodu (zm. 1898)
- 1819 – John Miller Adye, brytyjski wojskowy, polityk (zm. 1900)
- 1822:
  - Zygmunt Szczęsny Feliński, polski duchowny katolicki, arcybiskup warszawski, święty (zm. 1895)
  - August Horislav Krčméry, słowacki duchowny ewangelicki, publicysta, kompozytor (zm. 1891)
- 1823 – Lascăr Catargiu, rumuński polityk, premier Rumunii (zm. 1899)
- 1830 – Piotr Almato, hiszpański dominikanin, misjonarz, męczennik, święty (zm. 1861)
- 1831 – Harry Atkinson, nowozelandzki polityk, premier Nowej Zelandii (zm. 1892)
- 1835 – Bolesław Gepner, polski okulista (zm. 1913)
- 1836 – Charlotte Mary Brame, brytyjska pisarka (zm. 1884)
- 1838 – Khedrub Gjaco, XI Dalajlama (zm. 1856)
- 1839 – Dmitrij Czernow, rosyjski metaloznawca, metalurg (zm. 1921)
- 1841 – Alojzy Tezza, włoski duchowny katolicki, błogosławiony (zm. 1923)
- 1845 – Zygmunt Gorazdowski, polski duchowny katolicki, święty (zm. 1920)
- 1847:
  - Karl Augustin, niemiecki duchowny katolicki, biskup pomocniczy wrocławski (zm. 1919)
  - Ignacy Jasiukowicz, polski przedsiębiorca (zm. 1914)
- 1848 – Jules Bastien-Lepage, francuski malarz (zm. 1884)
- 1849:
  - William Merritt Chase, amerykański malarz, pedagog (zm. 1916)
  - Leonid Ludwik Słonimski, polski prawnik pochodzenia żydowskiego (zm. 1918)
- 1853:
  - Aleksandra Lüde, polska aktorka (zm. 1920)
  - José Santos Zelaya, nikaraguański generał, polityk, prezydent Nikaragui (zm. 1919)
- 1855:
  - Guido Adler, austriacki muzykolog, kompozytor, prawnik, publicysta (zm. 1941)
  - Kazimierz Dłuski, polski ftyzjatra, działacz społeczny, polityk (zm. 1930)
- 1856 – Karol Łaganowski, polski prawnik, dziennikarz, poeta (zm. 1917)
- 1858 – Gustaw Ludwig Wilhelm von Struve, rosyjski astronom, matematyk pochodzenia niemieckiego (zm. 1920)
- 1859:
  - Albert Carsten, niemiecki architekt, projektant pochodzenia żydowskiego (zm. 1943)
  - Gerbrandus Jelgersma, holenderski psychiatra (zm. 1942)
  - Bid McPhee, amerykański baseballista (zm. 1943)
- 1862:
  - Feliks Koneczny, polski historyk, historiozof, krytyk teatralny (zm. 1949)
  - Johan Wagenaar, holenderski kompozytor, dyrygent, organista, pedagog (zm. 1941)
- 1863 – George Stafford Parker, amerykański przedsiębiorca (zm. 1937)
- 1864 – Elżbieta Romanowa, księżniczka heska, wielka księżna rosyjska (zm. 1918)
- 1865:
  - Arthur Drews, niemiecki filozof (zm. 1935)
  - Karl Troll, austriacki architekt (zm. 1954)
- 1866:
  - Gustave Cabaret, francuski łucznik (zm. 1918)
  - Piotr Mańkowski, polski duchowny katolicki, biskup kamieniecki (zm. 1933)
- 1867 – Felix Hollaender, niemiecki prozaik, dramaturg, reżyser teatralny (zm. 1931)
- 1869 – Raphael Liesegang, niemiecki chemik, fotograf, przedsiębiorca (zm. 1947)
- 1870 – Christopher Brennan, australijski filolog germański, teoretyk literatury, poeta (zm. 1932)
- 1871 – Stephen Crane, amerykański pisarz (zm. 1900)
- 1872:
  - Czesław Rybiński, polski generał brygady inżynier (zm. 1928)
  - Hendrik Seyffardt, holenderski generał, działacz i publicysta faszystowski (zm. 1943)
- 1875 – Witold Chodźko, polski psychiatra, polityk, minister zdrowia publicznego i opieki społecznej (zm. 1954)
- 1878 – Carlos Saavedra Lamas, argentyński prawnik, polityk, laureat Pokojowej Nagrody Nobla (zm. 1959)
- 1879:
  - Józef Archutowski, polski duchowny katolicki, teolog (zm. 1944)
  - Pál Teleki, węgierski polityk, premier Węgier (zm. 1941)
- 1880:
  - (lub 1 stycznia lub 1 października) Szalom Asz, żydowski pisarz (zm. 1957)
  - Alfred Wegener, niemiecki meteorolog, geolog (zm. 1930)
- 1882 – Kazimierz Reychman, polski dyplomata pochodzenia żydowskiego (zm. 1936)
- 1885:
  - Pierre Dupong, luksemburski polityk, premier Luksemburga (zm. 1953)
  - Michał Piaszczyński, polski duchowny katolicki, męczennik, błogosławiony (zm. 1940)
  - Antonio Santos Peralba, hiszpański działacz piłkarski (zm. ?)
  - Percival Christopher Wren, brytyjski pisarz (zm. 1941)
- 1886:
  - Hermann Broch, austriacki pisarz (zm. 1951)
  - Szlama Lichtenberg, polski nauczyciel, działacz społeczny i syjonistyczny, publicysta pochodzenia żydowskiego (zm. 1944)
- 1887:
  - L.S. Lowry, brytyjski malarz (zm. 1976)
  - Adam Sawicki, polski duchowny katolicki, administrator apostolski diecezji wileńskiej w Białymstoku (zm. 1968)
- 1888:
  - Fenner Brockway, brytyjski pacyfista, polityk (zm. 1988)
  - Leonard Hanson, brytyjski gimnastyk (zm. 1949)
  - Michał Sopoćko, polski duchowny katolicki, założyciel Zgromadzenia Sióstr Jezusa Miłosiernego, błogosławiony (zm. 1975)
- 1889:
  - Józef Lustgarten, polski piłkarz, trener i działacz piłkarski pochodzenia żydowskiego (zm. 1973)
  - Philip Noel-Baker, brytyjski lekkoatleta, średniodystansowiec, prawnik, polityk, dyplomata, laureat Pokojowej Nagrody Nobla (zm. 1982)
  - Józef Maria Peris Polo, hiszpański duchowny katolicki, męczennik, błogosławiony (zm. 1936)
- 1890:
  - Mieczysław Ceglarek, polski działacz narodowy, powstaniec śląski (zm. 1970)
  - Jan Wiktor, polski pisarz, publicysta, dziennikarz, polityk, poseł na Sejm PRL (zm. 1967)
- 1891 – Karol Ludwik Koniński, polski pisarz, krytyk literacki, publicysta, badacz kultury ludowej (zm. 1943)
- 1892 – Symche Natan, polski aktor pochodzenia żydowskiego (zm. 1946)
- 1893:
  - John Anderson, szkocki filozof, wykładowca akademicki (zm. 1962)
  - Zdzisław Bilażewski, polski porucznik obserwator (zm. 1923)
  - Michele Mastromarino, włoski gimnastyk (zm. 1986)
- 1894 – Konrad Srzednicki, polski malarz, grafik (zm. 1993)
- 1895:
  - Joe Blewitt, brytyjski lekkoatleta, długodystansowiec (zm. 1954)
  - David Jones, brytyjski poeta, plastyk (zm. 1974)
- 1896 – Andriej Zacharow, radziecki polityk (zm. 1958)
- 1897 – Zygmunt Myszkowski, polski stolarz, działacz niepodległościowy, starszy sierżant rezerwy (zm. ?)
- 1898 – Izydor Edward Chrząszcz, polski historyk (zm. 1940)
- 1899 – Gerard Fairlie, brytyjski bobsleista, pisarz, scenarzysta filmowy (zm. 1983)
- 1900:
  - Leokadia Boniewicz, polska pisarka (zm. 1975)
  - Leon Rozin, polski działacz komunistyczny pochodzenia żydowskiego (zm. 1938)
- 1901:
  - Szymon Laks, polski kompozytor, pianista, dyrygent, pisarz, tłumacz pochodzenia żydowskiego (zm. 1983)
  - Jan Rys-Rozsévač, czeski polityk faszystowski, publicysta (zm. 1946)
- 1902:
  - Nordahl Grieg, norweski pisarz, komunista (zm. 1943)
  - Eugen Jochum, niemiecki dyrygent (zm. 1987)
- 1903:
  - Max Adrian, brytyjski aktor (zm. 1973)
  - Simon Karczmar, polsko-izraelski malarz (zm. 1982)
  - Jef Lowagie, belgijski kolarz szosowy (zm. 1985)
  - Yoshiyuki Tsuruta, japoński pływak (zm. 1986)
- 1904:
  - Jerry Fairbanks, amerykański reżyser i producent filmowy (zm. 1995)
  - Laura La Plante, amerykańska aktorka (zm. 1996)
- 1905 – Henryk Szafrański, polski polityk, poseł na Sejm PRL (zm. 1992)
- 1906:
  - Fidelis Chojnacki, polski kapucyn, męczennik, błogosławiony (zm. 1942)
  - Maciej Hłasko, polski prawnik (zm. 1939)
  - Ramon Llorens, hiszpański trener piłkarski narodowości katalońskiej (zm. 1985)
- 1907:
  - Edmond Delfour, francuski piłkarz, trener (zm. 1990)
  - Giovanni Delise, włoski wioślarz (zm. 1947)
- 1908:
  - Jerzy Kondracki, polski geograf, wykładowca akademicki (zm. 1998)
  - Jerzy Lipiński, polski kolarz szosowy i torowy (zm. 2000)
- 1909 – Iwan Kasiak, białoruski pisarz, działacz niepodległościowy (zm. 1989)
- 1910:
  - Witold Chomicz, polski malarz, grafik (zm. 1984)
  - Jack Grossman, amerykański futbolista pochodzenia polsko-żydowskiego (zm. 1983)
- 1911:
  - Samuel Warren Carey, australijski geolog (zm. 2002)
  - Henri Troyat, francuski pisarz pochodzenia rosyjskiego (zm. 2007)
  - Sidney Wood, amerykański tenisista (zm. 2009)
- 1912:
  - Ahmed Sher Khan, indyjski hokeista na trawie (zm. 1967)
  - William Miller, amerykański lekkoatleta, tyczkarz (zm. 2008)
- 1913:
  - Andrzej Mostowski, polski matematyk (zm. 1975)
  - Katarzyna Witwicka, polska pisarka, tłumaczka (zm. 2003)
- 1914:
  - John Bush, brytyjski admirał (zm. 2013)
  - Aleksiej Niedogonow, rosyjski poeta (zm. 1948)
- 1917:
  - Maria Biernacka, polska etnograf (zm. 2007)
  - Erich Rudorffer, niemiecki pilot wojskowy, as myśliwski (zm. 2016)
- 1918:
  - Tadeusz Brzozowski, polski malarz, pedagog (zm. 1987)
  - Walerij Charazow, radziecki polityk (zm. 2013)
  - Joachim Gürtler, polski kleryk rzymskokatolicki (zm. 1942)[3]
  - Masad Kassis, izraelski polityk pochodzenia arabskiego (zm. 1989)
  - Ken Miles, brytyjski kierowca wyścigowy (zm. 1966)
- 1919:
  - Jerzy Ablewicz, polski duchowny katolicki, biskup tarnowski (zm. 1990)
  - Hermann Bondi, brytyjski matematyk, kosmolog, wykładowca akademicki pochodzenia austriackiego (zm. 2005)
  - Radovan Lukavský, czeski aktor (zm. 2008)
  - Joseph Ma Zhongmu, mongolski duchowny katolicki, biskup Ningxia (zm. 2020)
  - Aldo Mongiano, włoski duchowny katolicki, biskup Roraima (zm. 2020)
- 1920:
  - Luiz Gonzaga de Moura, brazylijski piłkarz, bramkarz (zm. 1993)
  - Zdzisław Nasierowski, polski chemik, Sprawiedliwy wśród Narodów Świata (zm. 1997)
- 1921:
  - Ilse Aichinger, austriacka pisarka, poetka (zm. 2016)
  - Ida Fink, izraelska pisarka (zm. 2011)
  - Harald Quandt, niemiecki przemysłowiec (zm. 1967)
  - Wadi as-Safi, libański piosenkarz, kompozytor (zm. 2013)
  - Mario Rigoni Stern, włoski pisarz (zm. 2008)
  - Dmitrij Ziuzin, radziecki pilot wojskowy, as myśliwski (zm. 1976)
- 1922:
  - Francisco Antúnez, hiszpański piłkarz, trener (zm. 1994)
  - Aleksandr Bleskow, radziecki agronom, polityk (zm. 2006)
  - José Manuel Pita Andrade, hiszpański historyk sztuki, muzealnik (zm. 2009)
  - James Rowland, australijski marszałek lotnictwa, polityk (zm. 1999)
  - Andy Tonkovich, amerykański koszykarz, trener pochodzenia chorwackiego (zm. 2006)
- 1923:
  - Victoria de los Angeles, hiszpańska śpiewaczka operowa (sopran liryczny) (zm. 2005)
  - Gordon R. Dickson, kanadyjski pisarz science fiction (zm. 2001)
  - Alan Parkhurst Merriam, amerykański etnomuzykolog (zm. 1980)
- 1924:
  - Basil Bernstein, brytyjski socjolog, teoretyk nauczania (zm. 2000)
  - Süleyman Demirel, turecki polityk, premier i prezydent Turcji (zm. 2015)
  - Walter Pérez, urugwajski lekkoatleta, sprinter (zm. 2009)
  - Aharon Uzan, izraelski polityk (zm. 2007)
- 1925:
  - Jerzy Krasowski, polski reżyser, aktor, kierownik artystyczny (zm. 2008)
  - Didier-Léon Marchand, francuski duchowny katolicki, biskup Valence (zm. 2022)
  - Arturo Lona Reyes, meksykański duchowny katolicki, biskup Tehuantepec (zm. 2020)
  - Mieczysław Rychlicki, polski porucznik, żołnierz AK (zm. 2012)
- 1926:
  - Günter de Bruyn, niemiecki pisarz (zm. 2020)
  - Gottfried Diener, szwajcarski bobsleista (zm. 2015)
  - Lou Donaldson, amerykański saksofonista jazzowy (zm. 2024)
  - Betsy Palmer, amerykańska aktorka (zm. 2015)
- 1927:
  - Czesław Bloch, polski historyk (zm. 2000)
  - Filippo Maria Pandolfi, włoski filozof, polityk, minister finansów, minister przemysłu, minister rolnictwa i leśnictwa (zm. 2025)
  - Vic Power, portorykański baseballista (zm. 2005)
  - Herbert Wiedermann, austriacki kajakarz
  - Jerzy Wierzchowski, polski żużlowiec, działacz sportowy (zm. 2017)
- 1928:
  - James Bradford, amerykański sztangista (zm. 2013)
  - Imre Nyéki, węgierski pływak (zm. 1995)
  - Stanisław Paszkowski, polski inżynier, cybernetyk, polityk, wiceminister przemysłu maszynowego (zm. 2018)
  - Henryk Szylkin, polski poeta (zm. 2022)
  - Andriej Worobjow, rosyjski lekarz, polityk (zm. 2020)
- 1929:
  - Josef Kloimstein, austriacki wioślarz (zm. 2012)
  - Zbigniew Kubikowski, polski pisarz (zm. 1984)
  - Jerzy Lechowski, polski dziennikarz, działacz piłkarski (zm. 2021)
  - Tadeusz Markiel, polski podpułkownik, inżynier-mechanik artylerii, pamiętnikarz (zm. 2010)
- 1930:
  - Alojzy Balcerzak, polski malarz, grafik, pedagog (zm. 2021)
  - Edgar Basel, niemiecki bokser (zm. 1977)
  - Mabandla Dlamini, książę i premier Suazi (Eswatini)
  - A.R. Gurney, amerykański prozaik, dramaturg (zm. 2017)
  - Iwan Kolew, bułgarski piłkarz (zm. 2005)
  - Paulo Pisaneschi, brazylijski piłkarz (zm. 1980)
- 1931:
  - Dmitrij Baszkirow, rosyjski pianista, pedagog (zm. 2021)
  - Shunsuke Kikuchi, japoński kompozytor muzyki filmowej (zm. 2021)
  - Bogusław Litwiniec, polski reżyser teatralny, działacz kulturalny, polityk, senator RP (zm. 2022)
  - Kazimierz Gustaw Zemła, polski rzeźbiarz
- 1932 – Francis Arinze, nigeryjski duchowny katolicki, arcybiskup Onitshy, kardynał
- 1933:
  - Wiaczasłau Adamczyk, białoruski pisarz, scenarzysta i dziennikarz (zm. 2001)
  - Eddie Colman, angielski piłkarz (zm. 1958)
  - Józef Herbut, polski duchowny katolicki, teolog, filozof (zm. 2018)
  - Leo Proost, belgijski kolarz torowy i szosowy (zm. 2016)
- 1934:
  - Umberto Agnelli, włoski przedsiębiorca, działacz piłkarski, polityk (zm. 2004)
  - Krali Bimbałow, bułgarski zapaśnik
  - Fernando Capalla, filipiński duchowny katolicki, arcybiskup Davao (zm. 2024)
  - Andrzej Maria Lewicki, polski językoznawca, wykładowca akademicki
  - Klaus Richtzenhain, niemiecki lekkoatleta, średniodystansowiec
  - Andrzej Tyszka, polski socjolog kultury, wykładowca akademicki (zm. 2022)
- 1935:
  - Andrzej Czajkowski, polski kompozytor, pianista (zm. 1982)
  - Adam Frączek, polski psycholog, wykładowca akademicki (zm. 2020)
  - Edward Said, amerykański teoretyk literatury, krytyk kultury pochodzenia palestyńskiego (zm. 2003)
  - Adam Skwira, polski górnik (zm. 2007)
  - Anna Wojtczak, polska inżynier, polityk, poseł na Sejm PRL (zm. 2020)
- 1936:
  - Eddie Colman, angielski piłkarz (zm. 1958)
  - Wiktor Andrzej Daszewski, polski archeolog, historyk sztuki (zm. 2021)
  - Joachim Gacka, polski piłkarz (zm. 2017)
  - Katsuhisa Hattori, japoński kompozytor (zm. 2020)
  - Jackie Lewis, brytyjski kierowca wyścigowy
  - Henryk Żyto, polski żużlowiec, trener (zm. 2018)
- 1937:
  - Titiek Puspa, indonezyjska aktorka, piosenkarka (zm. 2025)
  - Micha Szagrir, izraelski reżyser filmowy (zm. 2015)
- 1938:
  - Ivar Hansen, duński polityk (zm. 2003)
  - Klaus Lukas, austriacki polityk
  - Josef Riegler, austriacki polityk
- 1939:
  - Vladimir Bukal, chorwacki szachista (zm. 2008)
  - Bernard Kouchner, francuski lekarz, polityk, dyplomata
- 1940:
  - Beth Fowler, amerykańska aktorka
  - Barry Sadler, amerykański wojskowy, piosenkarz, pisarz (zm. 1989)
  - Krzysztof Urbański, polski historyk, muzealnik (zm. 2012)
  - Józef Wiśniewski, polski hokeista, bramkarz (zm. 1996)
- 1941:
  - Christian Blouin, kanadyjski duchowny katolicki posługujący w Papui-Nowej Gwinei, biskup Lae (zm. 2019)
  - Joe Caldwell, amerykański koszykarz
  - Steen Christensen, duński żeglarz sportowy
  - Uffe Ellemann-Jensen, duński ekonomista, polityk, minister spraw zagranicznych (zm. 2022)
  - Robert Foxworth, amerykański aktor
  - Edith Zimmermann, austriacka narciarka alpejska
- 1942:
  - Preben Arentoft, duński piłkarz, trener
  - Larry Flynt, amerykański wydawca prasowy (zm. 2021)
  - Marta Kubišová, czeska piosenkarka
  - John Spratt, amerykański polityk (zm. 2024)
  - Marcia Wallace, amerykańska aktorka (zm. 2013)
- 1943:
  - Salvatore Adamo, belgijski piosenkarz, kompozytor pochodzenia włoskiego
  - Jacques Attali, francuski ekonomista, wykładowca akademicki
  - Alfio Basile, argentyński piłkarz, trener
  - Fabio Ciani, włoski polityk
  - Adam Dobroński, polski samorządowiec, polityk, poseł na Sejm RP
  - Wanda Narkiewicz-Jodko, polska piosenkarka, członkini zespołów Alibabki i Partita (zm. 2020)
  - Waldemar Słomiany, polski piłkarz
  - Stanisław Urban, polski ekonomista (zm. 2017)
- 1944:
  - Rafik al-Hariri, libański multimilioner, polityk, premier Libanu (zm. 2005)
  - Anna Filipczak-Kocur, polska historyk, profesor nauk humanistycznych
  - Sergio Markarián, urugwajski trener piłkarski pochodzenia ormiańskiego
  - Oscar Temaru, polinezyjski polityk, prezydent Polinezji Francuskiej
- 1945:
  - Narendra Dabholkar, indyjski działacz społeczny (zm. 2013)
  - Władimir Nazłymow, rosyjski szablista
- 1946:
  - Dennis Muren, amerykański specjalista ds. efektów specjalnych
  - Jean-Paul Villain, francuski lekkoatleta, długodystansowiec
- 1947:
  - Jim Steinman, amerykański kompozytor, producent muzyczny (zm. 2021)
  - Leszek Wosiewicz, polski reżyser i scenarzysta filmowy (zm. 2023)
- 1948:
  - Hans Aabech, duński piłkarz (zm. 2018)
  - Piotr Cieślak, polski aktor (zm. 2015)
  - Eugeniusz Januła, polski nauczyciel, publicysta, polityk, poseł na Sejm RP
- 1949:
  - Jeannie Berlin, amerykańska aktorka
  - Iwona Biernacka, polska aktorka
  - Bernhard Cullmann, niemiecki piłkarz
  - Zbigniew Czwojda, polski trębacz jazzowy
  - David Foster, kanadyjski muzyk, producent, kompozytor, aranżer
  - Michael D. Griffin, amerykański fizyk, urzędnik państwowy, administrator NASA
  - Mihály Kozma, węgierski piłkarz
  - Raffaele Minichiello, amerykański żołnierz piechoty morskiej pochodzenia włoskiego
  - Jewgienij Mironow, rosyjski lekkoatleta, kulomiot
  - Bruno Sotty, francuski kierowca wyścigowy
  - Florence Steurer, francuska narciarka alpejska
  - Pavel Zedníček, czeski aktor
- 1950:
  - Corky Calhoun, amerykański koszykarz
  - Jerzy Goleniewski, polski basista, członek zespołów Breakout i Bumerang (zm. 1989)
  - Viliam Hornáček, słowacki malarz
  - Carlos Jara Saguier, paragwajski piłkarz, trener
  - Robert B. Laughlin, amerykański fizyk, wykładowca akademicki, laureat Nagrody Nobla
  - Dan Peek, amerykański muzyk, basista, członek zespołu America (zm. 2011)
  - Laurika Rauch, południowoafrykańska piosenkarka
  - Stanisław Rybakowski, polski trener kajakarstwa
  - Jan Evert Veer, holenderski piłkarz wodny
- 1951:
  - Badal Choudhury, indyjski polityk
  - Karl-Heinz Granitza, niemiecki piłkarz
  - Andrzej Jakubiak, polski elektronik, profesor nauk technicznych
  - Eustachy (Jewdokimow), rosyjski biskup prawosławny
  - Fabrice Luchini, francuski aktor pochodzenia włoskiego
  - Stelică Morcov, rumuński zapaśnik
  - Wojciech Pijanowski, polski prezenter i producent telewizyjny, szaradzista, autor teleturniejów i łamigłówek
  - Jef Tavernier, belgijski i flamandzki polityk
- 1952:
  - Ludmiła Czernyszowa, rosyjska siatkarka
  - Borisav Đorđević, serbski piosenkarz, autor tekstów, założyciel i członek zespołu Riblja čorba (zm. 2024)
  - Ryszard Kosowski, polski polityk, samorządowiec, poseł na Sejm RP, burmistrz Chrzanowa
- 1953:
  - Bogusław Dawidow, polski dyrygent
  - Eric Fernsten, amerykański koszykarz
  - Darrell Issa, amerykański polityk, kongresman
  - Patrick Pinder, bahamski duchowny katolicki, arcybiskup metropolita Nassau
  - Bruce Poliquin, amerykański polityk, kongresman
  - Grażyna Staszak, polska florecistka
- 1954:
  - Klaus Ernst, niemiecki polityk
  - Jonas Kazlauskas, litewski trener koszykówki
  - Józef Krok, polski inżynier, wykładowca akademicki (zm. 2011
  - Grzegorz Nowak, polski wioślarz
  - Krzysztof Przybyłowicz, polski perkusista i perkusjonalista jazzowy, kompozytor, pedagog
- 1955:
  - Rafael Biernaski, brazylijski duchowny katolicki pochodzenia polskiego, biskup pomocniczy Kurytyby
  - Wojciech Nowakowski, polski dziennikarz, producent telewizyjny, pedagog, podróżnik
- 1956:
  - Bart van Est, holenderski kolarz szosowy
  - Charles Flanagan, irlandzki prawnik, polityk
- 1957:
  - Lyle Lovett, amerykański piosenkarz, autor tekstów, producent muzyczny, aktor
  - Marie-Anne Montchamp, francuska działaczka samorządowa, polityk
  - Siergiej Postriechin, ukraiński kajakarz, kanadyjkarz
- 1958:
  - Philippe Chopin, francuski polityk
  - Tarcisio Isao Kikuchi, japoński duchowny katolicki, arcybiskup Tokio
  - Krzysztof Lis, polski samorządowiec, starosta szczecinecki
- 1959:
  - Susanna Clarke, brytyjska pisarka fantasy
  - Stanisław Gogacz, polski polityk, wicemarszałek województwa lubelskiego
  - Wałerij Hoszkoderia, ukraiński piłkarz (zm. 2013)
- 1960:
  - Tim Cook, amerykański informatyk, przedsiębiorca
  - Knut Torbjørn Eggen, norweski piłkarz, trener (zm. 2012)
  - Stanisław Honczarenko, ukraiński piłkarz, trener
  - Marijan Pušnik, słoweński trener piłkarski
  - Weronika Skworcowa, rosyjska neurolog, neurofizjolog, polityk
  - Fernando Valenzuela, meksykański baseballista (zm. 2024)
- 1961:
  - Ana Helena Chacón, kostarykańska polityczka i dyplomatka
  - Piotr Dobosz, polski prawnik
  - Anne Donovan, amerykańska koszykarka (zm. 2018)
  - Nicky Grist, walijski pilot rajdowy
  - Carmel Muscat, maltański kolarz szosowy (zm. 2025)
  - Petr Pavel, czeski generał, polityk, prezydent Czech
  - Maria Elvira Salazar, amerykańska dziennikarka, polityk, kongreswoman
  - Jolanta Szulc, polska lekarka, działaczka samorządowa, wicemarszałek województwa warmińsko-mazurskiego
- 1962:
  - Agnès Buzyn, francuska lekarka, nauczycielka akademicka, polityk
  - Adolfo Constanzo, meksykański seryjny morderca, diler narkotykowy, przywódca sekty (zm. 1989)
  - Irene Fargo, włoska piosenkarka (zm. 2022)
  - Magne Furuholmen, norweski klawiszowiec, członek zespołu A-ha, malarz
  - Anthony Kiedis, amerykański wokalista, członek zespołu Red Hot Chili Peppers
  - Francisco López Alfaro, hiszpański piłkarz, trener
  - Ulf Timmermann, niemiecki lekkoatleta, kulomiot
  - Lauro Tisi, włoski duchowny katolicki, arcybiskup Trydentu
- 1963:
  - Rick Allen, brytyjski perkusista, członek zespołu Def Leppard
  - Nita Ambani, hinduska bizneswomen, filantropka
  - Massimo Corsaro, włoski samorządowiec, polityk
  - Mark Hughes, walijski piłkarz, trener
  - Hiromichi Itō, japońska zapaśniczka
  - Katja Riemann, niemiecka aktorka
  - Nicu Vlad, rumuński sztangista
- 1964:
  - Guillermo Antonio Cornejo, peruwiański duchowny katolicki, biskup pomocniczy Limy
  - Ryszard Ćwirlej, polski dziennikarz, pisarz
  - Lindsay Grant, polityk z Saint Kitts i Nevis
  - Tomasz Halski, polski doktor habilitowany nauk o kulturze fizycznej
  - Sophie B. Hawkins, amerykańska wokalistka, autorka tekstów, malarka
  - Otto Konrad, austriacki piłkarz, bramkarz
  - Stanisław Mocek, polski socjolog, politolog, wykładowca akademicki
  - Charles Nkazamyampi, burundyjski lekkoatleta, średniodystansowiec
  - Dominik Radziwiłł, polski lingwista, menedżer, urzędnik państwowy
  - Lou Rhodes, brytyjska wokalistka, członkini duetu Lamb
  - Auke Zijlstra, holenderski polityk, eurodeputowany
- 1965:
  - Olaf Hampel, niemiecki bobsleista
  - Wojciech Kowalczyk, polski ekonomista, menedżer, urzędnik państwowy
  - Aniela Nikiel, polska lekkoatletka, biegaczka długodystansowa
  - Grzegorz Tobiszowski, polski samorządowiec, polityk, poseł na Sejm RP, eurodeputowany
- 1966:
  - Danny Everett, amerykański lekkoatleta, sprinter
  - Jeremy Hunt, brytyjski polityk
  - László Ivanics, węgierski piłkarz
  - Ingo Steuer, niemiecki łyżwiarz figurowy
- 1967:
  - Tina Arena, australijska piosenkarka pochodzenia włoskiego
  - Emil Shimoun Nona, iracki duchowny katolicki, arcybiskup Kościoła chaldejskiego w Mosulu
  - Miguel Rimba, boliwijski piłkarz
  - Andrzej Romanek, polski prawnik, samorządowiec, polityk, poseł na Sejm RP
- 1968:
  - Jan Boersma, żeglarz sportowy z Antyli Holenderskich
  - Lina Cheryazova, uzbecka narciarka dowolna (zm. 2019)
  - Matt Elliott, szkocki piłkarz
  - Silvio Fauner, włoski biegacz narciarski
  - Leszek Jenek, polski artysta kabaretowy
  - Gisele Miró, brazylijska tenisistka
  - Gülnur Satyłganowa, kirgiska piosenkarka
- 1969:
  - Abdullah Al-Dosari, saudyjski piłkarz
  - Gary Alexander, amerykański koszykarz
  - Dmitrij Kuzielew, rosyjski piłkarz ręczny
  - Óscar Ruiz, kolumbijski sędzia piłkarski
  - Basia Stępniak-Wilk, polska piosenkarka, kompozytorka, poetka
- 1970:
  - Igor Cvitanović, chorwacki piłkarz
  - Jewgienija Nikonowa, rosyjska koszykarka
  - Craig Nunenmacher, amerykański perkusista, członek zespołów Crowbar i Black Label Society
  - Konrad Piasecki, polski dziennikarz
  - Erik Spoelstra, amerykański trener koszykówki
  - Tomasz Unton, polski piłkarz, trener
  - Antonio Sun Wenjun, chiński duchowny rzymskokatolicki, biskup Weifang
  - Sabine Zissener, niemiecka polityk, eurodeputowana
- 1971:
  - Piotr Kobus, polski producent i dystrybutor filmowy
  - Aleksiej Tichonow, rosyjski łyżwiarz figurowy
  - Wouter Van Besien, belgijski i flamandzki polityk
  - Rafik Warcha, libański duchowny maronicki, biskup kurialny Antiochii
- 1972:
  - Marie Bagger Bohn, duńska lekkoatletka, tyczkarka
  - Toni Collette, australijska aktorka
  - Paul Dickov, szkocki piłkarz
  - Kevin Horlock, północnoirlandzki piłkarz
  - Jenny McCarthy, amerykańska modelka, aktorka
  - Sean Roberge, kanadyjski aktor (zm. 1996)
- 1973:
  - Dawn Burrell, amerykańska lekkoatletka, skoczkini w dal
  - Igor González de Galdeano, hiszpański kolarz szosowy
  - Alaksandr Kulczy, białoruski piłkarz, trener
  - Marija Poroszyna, rosyjska aktorka
  - Aishwarya Rai, indyjska aktorka, modelka
  - Dimo Wache, niemiecki piłkarz, bramkarz
  - Clyde Wijnhard, holenderski piłkarz, trener
- 1974:
  - Emma George, australijska lekkoatletka, tyczkarka
  - Nina Proskura, ukraińska wioślarka
- 1975:
  - Bo Bice, amerykański muzyk, piosenkarz
  - Manuel Ferrara, francuski aktor
  - Łukasz Kruczek, polski skoczek narciarski, trener
  - Lucky McKee, amerykański reżyser, aktor, scenarzysta i producent filmowy
  - Natalja Padierina, rosyjska strzelczyni sportowa
  - Éric Perrin, kanadyjski hokeista
  - Kiriłł Sosunow, rosyjski lekkoatleta, skoczek w dal
  - Erben Wennemars, holenderski łyżwiarz szybki
  - Rafał Zapała, polski artysta dźwięku, kompozytor, improwizator, profesor sztuk muzycznych (zm. 2025)
- 1976:
  - Petr Johana, czeski piłkarz
  - Stefan Lexa, austriacki piłkarz
  - Tracy Reid, amerykańska koszykarka
- 1977:
  - Cornel Buta, rumuński piłkarz
  - Frantz Gilles, haitański piłkarz
  - Janet Klein, niemiecka biathlonistka
  - Freddy Mayola, kubański lekkoatleta, sprinter
  - Wojciech Moryto, polski gitarzysta, członek zespołu Acid Drinkers
- 1978:
  - Selma Ergeç, turecko-niemiecka aktorka, modelka, psycholog
  - Jeremy Glazer, amerykański aktor, scenarzysta i producent filmowy i telewizyjny
  - Danny Koevermans, holenderski piłkarz
  - Abdeslam Ouaddou, marokański piłkarz
  - Lázaro Ramos, brazylijski aktor
  - Anna Sarajewa, rosyjska judoczka
  - Mary Kate Schellhardt, amerykańska aktorka
  - Bermane Stiverne, kanadyjski bokser
- 1979:
  - Deniss Boroditš, estoński polityk
  - Luís Delgado, angolski piłkarz
  - Dariusz Ławrynowicz, litewski koszykarz pochodzenia polskiego
  - Krzysztof Ławrynowicz, litewski koszykarz pochodzenia polskiego
  - Luis Gatty Ribeiro, boliwijski piłkarz
- 1980:
  - Ian Bakala, zambijski piłkarz
  - Anna Kerth, polska aktorka
  - Wojciech Krzak, polski muzyk, członek Kapeli ze Wsi Warszawa
  - Fərhad Vəliyev, azerski piłkarz, bramkarz
  - Adam Wiercioch, polski szpadzista
- 1981:
  - Tijana Bogićević, serbska piosenkarka
  - Marta Chodorowska, polska aktorka
  - Marie Luv, amerykańska aktorka pornograficzna
  - Léo Margarit, francuski perkusista, członek zespołu Pain of Salvation
  - Evan Mathis, amerykański futbolista
  - Łukasz Szymanek, polski aktor, kabareciarz
- 1982:
  - Michaela Dietz, amerykańska aktorka, piosenkarka pochodzenia koreańskiego
  - Eli Drake, amerykański wrestler, kulturysta
  - Omar Gamal, egipski piłkarz
  - Karolis Jasaitis, litewski piłkarz
  - Moharram Nawidkia, irański piłkarz
  - Pierre Robin, francuski judoka
  - Stefania Sansonna, włoska siatkarka
- 1983:
  - Jermaine Bucknor, kanadyjski koszykarz
  - Michał Plaskiewicz, polski hokeista, bramkarz
  - Václav Svěrkoš, czeski piłkarz
  - Jelena Tomašević, serbska piosenkarka
- 1984:
  - Hosni Abd-Rabou, egipski piłkarz
  - Valdas Benkunskas, litewski prawnik, polityk, samorządowiec, mer Wilna
  - Damiano Ferronetti, włoski piłkarz
  - Kevin Foley, irlandzki piłkarz
  - René Toft Hansen, duński piłkarz ręczny
  - Tom Kimber-Smith, brytyjski kierowca wyścigowy
  - Miloš Krasić, serbski piłkarz
  - Matúš Putnocký, słowacki piłkarz, bramkarz
  - Sávio, brazylijski piłkarz
  - Natalia Tena, brytyjska aktorka, piosenkarka
  - Macnelly Torres, kolumbijski piłkarz
  - Stephen Vogt, amerykański baseballista
  - Jewhenij Wałenko, ukraiński piłkarz, futsalista
  - Peter Wiersum, holenderski wioślarz
- 1985:
  - Patryk Czarnowski, polski siatkarz
  - Tiberio Guarente, włoski piłkarz
  - Huang Haiyang, chiński szablista
  - Marcus Landry, amerykański koszykarz
  - Majia Maneza, kazachska sztangistka
- 1986:
  - Penn Badgley, amerykański aktor
  - Ksenija Balta, estońska lekkoatletka, skoczkini w dal
  - Ileana D’Cruz, indyjska aktorka
  - Niels Fleuren, holenderski piłkarz
  - Marija Frołowa, rosyjska siatkarka
  - Anastasija Jakimawa, białoruska tenisistka
  - Phan Thanh Bình, wietnamski piłkarz
  - Ahmed Saad, egipski sztangista
- 1987:
  - Marcello Melo Jr., brazylijski aktor, piosenkarz, autor tekstów, muzyk, model
  - Momir Rnić, serbski piłkarz ręczny
  - Eduard Żaunierau, białoruski piłkarz
- 1988:
  - Scott Arfield, kanadyjski piłkarz
  - Ai Fukuhara, japońska tenisistka stołowa
  - Masahiro Tanaka, japoński baseballista
- 1989:
  - Mihail Dudaš, serbski lekkoatleta, wieloboista
  - Odmar Færø, farerski piłkarz
  - Eduardo Iturrizaga, wenezuelski szachista
  - Jan Morávek, czeski piłkarz
  - Francine Simpson, jamajska lekkoatletka, skoczkini w dal
  - Gabriela Soukalová, czeska biathlonistka
- 1990:
  - Sébastien Corchia, francuski piłkarz pochodzenia włoskiego
  - Valérie Courtois, belgijska siatkarka
  - Tim Frazier, amerykański koszykarz
  - John Mwangangi, kenijski lekkoatleta, długodystansowiec
  - Pelayo Novo, hiszpański piłkarz (zm. 2023)
  - Šárka Pančochová, czeska snowboardzistka
- 1991:
  - Ali Haszemi, irański sztangista
  - Jiang Yuyuan, chińska gimnastyczka
  - Yuberjen Martínez, kolumbijski bokser
  - Nađa Ninković, serbska siatkarka
- 1992:
  - Semaj Christon, amerykański koszykarz
  - Filip Kostić, serbski piłkarz
  - Magda Malinowska, polska lekkoatletka, sprinterka
  - Władimir Morozow, rosyjski łyżwiarz figurowy
  - Karen Muradian, ormiański piłkarz
- 1993:
  - Marko Bakić, czarnogórski piłkarz
  - Crystal Bradford, amerykańska koszykarka
  - Dillon Lane, amerykański aktor, muzyk
  - Mree, amerykańska piosenkarka pochodzenia indyjsko-bułgarskiego
  - Richard Ofori, ghański piłkarz, bramkarz
- 1994:
  - Gałsan Bazarżapow, rosyjski łucznik sportowy
  - Ardin Dallku, kosowski piłkarz
  - Matthew Kennedy, szkocki piłkarz
  - Martina Kuenz, austriacka zapaśniczka
  - Rocky Lynch, amerykański muzyk, piosenkarz, kompozytor, tancerz, członek zespołu R5
  - Pabllo Vittar, brazylijski piosenkarz, autor tekstów, drag queen
  - Parwizdżon Umarbajew, tadżycki piłkarz
  - James Ward-Prowse, angielski piłkarz
- 1995:
  - Joe Chealey, amerykański koszykarz
  - Karol Drzewiecki, polski tenisista
  - Daniił Laszuk, ukraiński żołnierz (zm. 2023)
- 1996:
  - Kim Min-jae, południowokoreański raper, aktor
  - Lil Peep, amerykański raper, piosenkarz, autor tekstów (zm. 2017)
  - Lü Ping, chiński bokser
  - Chinanu Onuaku, amerykański koszykarz pochodzenia nigeryjskiego
  - Devonte Patterson, amerykański koszykarz
  - Kamil Rychlicki, luksemburski siatkarz pochodzenia polskiego
  - Patryk Wieczorek, polski koszykarz
  - Marta Wykupil, polska judoczka
- 1997:
  - Ahmad Hasan Ali Mahmud Ahmad, egipski zapaśnik
  - Kaylee Bryant, amerykańska aktorka, modelka
  - Dominik Černý, słowacki chodziarz sportowy
  - Brodie Kostecki, australijski kierowca wyścigowy pochodzenia ukraińskiego
  - Ryan Mmaee, marokański piłkarz pochodzenia kameruńskiego
  - Nordi Mukiele, francuski piłkarz pochodzenia kongijskiego
  - Elvis Rexhbeçaj, niemiecki piłkarz pochodzenia kosowskiego
- 1998:
  - Marie-Antoinette Katoto, francuska piłkarka pochodzenia kongijskiego
  - Jakub Rybicki, polski siatkarz
- 1999:
  - Sebastian Grubalski, polski futsalista
  - Linus Weber, niemiecki siatkarz
- 2000:
  - Shinta Appelkamp, niemiecki piłkarz pochodzenia japońskiego
  - Jakub Bukowski, polski hokeista
  - Miroslav Gono, słowacki piłkarz
  - Gonzalo Plata, ekwadorski piłkarz
- 2001 – Imad Aszraf Muhammad Abu al-Ata, egipski zapaśnik
- 2002:
  - Dawid Dulski, polski siatkarz
  - NLE Choppa, amerykański raper, autor tekstów
  - Anastasija Szahun, białoruska siatkarka
- 2003:
  - Benjámin Berta, węgierski kierowca wyścigowy
  - Dominik Marczuk, polski piłkarz
  - Ernest Nuamah, ghański piłkarz
  - Seo Chae-hyun, południowokoreańska wspinaczka sportowa
- 2004 – Marcin Wróbel, polski skoczek narciarski

## Zmarli
- 436 – Marceli, biskup Paryża, święty (ur. ok. 396)
- 955 – Henryk I Ludolfing, książę Bawarii (ur. 919-921)
- 987 – Harald Sinozęby, król Danii i Norwegii (ur. ok. 911)
- 1296 – Guillaume Durand I, francuski duchowny katolicki, biskup Mende (ur. ok. 1230)
- 1323 – (lub 31 października) Gerward, polski duchowny katolicki, biskup włocławski (ur. ?)
- 1391 – Amadeusz VII Czerwony Hrabia, książę Sabaudii (ur. 1360)
- 1399 – Jan V Zdobywca, książę Bretanii (ur. ok. 1340)
- 1406 – Joanna Brabancka, księżna Brabancji i Limburgii (ur. 1322)
- 1420 – Andrzej Balicki, polski rycerz, dworzanin (ur. ?)
- 1456 – Edmund Tudor, angielski arystokrata (ur. ok. 1430)
- 1457 – Francesco Foscari, doża Wenecji (ur. 1373)
- 1463:
  - Aleksy Skantarios Komnen, książę trapezuncki (ur. 1454)
  - Dawid II Wielki Komnen, ostatni cesarz Trapezuntu (ur. ?)
- 1496 – Filip Kallimach, włoski humanista, prozaik, poeta (ur. 1437)
- 1534 – Piotr Stanisławowicz Kiszka, polski szlachcic, polityk (ur. ?)
- 1539 – Giacomo Simoneta, włoski duchowny katolicki, biskup Pesaro, Lodi i Perugii, kardynał (ur. 1475)
- 1546 – Giulio Romano, włoski malarz (ur. 1499)
- 1558 – Erhard Schnepf, niemiecki teolog luterański, działacz reformacyjny (ur. 1495)
- 1588 – Jean Dorat, francuski poeta (ur. 1508)
- 1596 – Pierre Pithou, francuski prawnik, myśliciel (ur. 1539)
- 1599 – Mikołaj Pawłowicz Sapieha, polski szlachcic, wojskowy, polityk, dyplomata (ur. przed 1545)
- 1613 – Maciej Konopacki, polski szlachcic, duchowny katolicki, biskup chełmiński, polityk (ur. ?)
- 1622 – Piotr Paweł Navarro, włoski jezuita, misjonarz, męczennik, błogosławiony (ur. 1560)
- 1629 – Hendrick ter Brugghen, holenderski malarz (ur. 1588)
- 1631 – Maria Magdalena Habsburg, wielka księżna Toskanii (ur. 1589)
- 1652 – Pieter van Avont, flamandzki malarz, grafik (ur. 1600)
- 1676 – Gisbertus Voetius, holenderski teolog kalwinistyczny (ur. 1589)
- 1700 – Karol II Habsburg, król Hiszpanii (ur. 1661)
- 1770 – Gaspare Traversi, włoski malarz (ur. ok. 1722)
- 1776 – Francisco de Saldanha da Gama, portugalski duchowny katolicki, patriarcha Lizbony, kardynał (ur. 1713)
- 1804 – Johann Friedrich Gmelin, niemiecki botanik, entomolog, naturalista (ur. 1748)
- 1816 – Jan Jerzy Deskur, polski pułkownik, polityk (ur. 1741)
- 1818 – Michał Straszewicz, polski szlachcic, polityk (ur. ?)
- 1823 – Heinrich Wilhelm von Gerstenberg, niemiecki poeta, dramaturg (ur. 1737)
- 1841 – Karol Prozor, polski szlachcic, polityk (ur. 1759)
- 1859:
  - John Dennis, amerykański prawnik, polityk (ur. 1807)
  - Sanai Hashimoto, japoński samuraj, lekarz, polityk, poeta (ur. 1834)
- 1860 – Aleksandra Fiodorowna, caryca Rosji (ur. 1798)
- 1861:
  - Piotr Almato, hiszpański dominikanin, misjonarz, męczennik, święty (ur. 1830)
  - Walenty Berrio-Ochoa, hiszpański dominikanin, misjonarz, biskup, męczennik, święty (ur. 1827)
  - Hieronim Hermosilla, hiszpański dominikanin, misjonarz, biskup, męczennik, święty (ur. 1800)
- 1865 – John Lindley, brytyjski botanik, ogrodnik (ur. 1799)
- 1871 – Teodor Szemelowski, polski prawnik, adwokat, polityk (ur. 1813)
- 1879 – Zachariah Chandler, amerykański przedsiębiorca, polityk (ur. 1813)
- 1880 – José Paranhos, brazylijski dyplomata, polityk, premier Brazylii (ur. 1819)
- 1882 – Zofia Jabłonowska, polska posiadaczka ziemska (ur. 1798)
- 1888 – Nikołaj Przewalski, rosyjski generał, geograf, badacz środkowej i wschodniej Azji pochodzenia polskiego (ur. 1839)
- 1893:
  - Eli Jones Henkle, amerykański polityk (ur. 1828)
  - Jan Matejko, polski malarz, historiozof pochodzenia czeskiego (ur. 1838)
- 1894 – Aleksander III Romanow, car Rosji (ur. 1845)
- 1895 – Benito Sanz y Forés, hiszpański duchowny katolicki, arcybiskup Valladolid i Sewilli, kardynał (ur. 1828)
- 1899:
  - James Kerrigan, amerykański polityk (ur. 1828)
  - Alvin Saunders, amerykański polityk (ur. 1917)
- 1901 – Aleksander Hulimka, polski ziemianin, polityk (ur. 1846)
- 1903 – Theodor Mommsen, niemiecki historyk, prawnik, poeta, laureat Nagrody Nobla (ur. 1817)
- 1906 – Otto Franciszek, arcyksiążę austriacki (ur. 1865)
- 1907:
  - Alfred Jarry, francuski dramaturg, poeta, prozaik (ur. 1873)
  - Bolesław Zawierski, polski aktor (ur. ok. 1876)
- 1908 – Ludwig Carl Christian Koch, niemiecki lekarz, entomolog, arachnolog (ur. 1825)
- 1910 – Wiktor Czarliński, polski inżynier (ur. 1849)
- 1911 – Zachariasz Bohosiewicz, polski prawnik, polityk pochodzenia ormiańskiego (ur. 1851)
- 1913 – Ludwik Straszewicz, polski pisarz, publicysta, drukarz, polityk (ur. 1857)
- 1914 – Christopher Cradock, brytyjski kontradmirał (ur. 1862)
- 1916 – Franz von Thun und Hohenstein, austro-węgierski arystokrata, polityk, dyplomata, gubernator Czech i premier Austrii (ur. 1847)
- 1917:
  - Mieczysław Onyszkiewicz, polski ziemianin, polityk, poseł do Sejmu Krajowego Galicji (ur. 1844)
  - Roman Damian Sanguszko, polski ziemianin, polityk (ur. 1832)
- 1918 – Mikołaj Podgórski, rosyjski kontradmirał pochodzenia polskiego (ur. 1877)
- 1919 – Johann Hoffmann, niemiecki neurolog, neuropatolog, wykładowca akademicki (ur. 1857)
- 1921:
  - Antoni Orłowski, polski dziennikarz, humorysta, satyryk (ur. 1869)
  - Francisco Pradilla, hiszpański malarz (ur. 1848)
- 1922 – Metody (Kusew), bułgarski biskup prawosławny (ur. 1838)
- 1924 – Józef Lang, chorwacki duchowny katolicki, biskup pomocniczy Zagrzebia, Sługa Boży (ur. 1857)
- 1927:
  - Meta Janitzek, górnośląska pisarka (ur. 1852)[4]
  - Witold Wróblewski, polski geograf, pedagog (ur. 1839)
- 1932:
  - Tadeusz Makowski, polski malarz (ur. 1882)
  - Bronisław Ostaszewski, polski major, prawnik, adwokat (ur. 1867)
- 1935 – Tytus Benni, polski językoznawca, wykładowca akademicki (ur. 1877)
- 1937:
  - Saul Amsterdam, polski działacz komunistyczny pochodzenia żydowskiego (ur. 1898)
  - Milan Gorkić, jugosłowiański polityk komunistyczny (ur. 1904)
  - Machsum Nusratullo, tadżycki polityk komunistyczny (ur. 1881)
  - Filaret (Ramienski), rosyjski biskup prawosławny (ur. 1880)
  - Stanisław Ryszard Stande, polski poeta, działacz komunistyczny (ur. 1897)
- 1938:
  - Francis Jammes, francuski poeta, prozaik, dramaturg, krytyk literacki (ur. 1868)
  - Helena Witkowska, polska historyk, pedagog, feministka (ur. 1870)
- 1939:
  - Kálmán Darányi, węgierski polityk, premier Węgier (ur. 1886)
  - Hieronim Gintrowski, polski duchowny katolicki, Sługa Boży (ur. 1878)
  - Edmund Jankowski, polski porucznik, wioślarz (ur. 1903)
  - Tytus Jemielewski, polski pedagog, publicysta, polityk, poseł na Sejm RP (ur. 1884)
  - Bolesław Menderer, polski podpułkownik piechoty (ur. 1881)
  - Zygmunt Polakowski, polski nauczyciel (ur. 1883)
  - Jan Wagner, polski duchowny katolicki, Sługa Boży (ur. 1892)
- 1940:
  - Bolesław Waligóra, polski major piechoty (ur. 1898)
  - Bolesław Własnowolski, polski podporucznik pilot, as myśliwski (ur. 1916)
- 1941:
  - Paavo Berg, fiński pilot wojskowy, as myśliwski (ur. 1911)
  - Edgar Vincent D’Abernon, brytyjski arystokrata, pisarz, dziennikarz, polityk (ur. 1857)
  - Bronisław Laus, litewski duchowny katolicki, polityk narodowości polskiej (ur. 1872)
  - Georg Neithardt, niemiecki sędzia (ur. 1871)
  - Władysław Starzak, polski działacz społeczny, polityk, poseł na Sejm RP (ur. 1895)
  - Hugo Strauß, niemiecki wioślarz, żołnierz (ur. 1907)
  - Adam Winter, polski kapral (ur. 1899)
  - Stanisław Wojsa, polski duchowny katolicki (ur. 1894)
- 1942:
  - Ernest Cieślewski, polski podpułkownik inżynier pilot (ur. 1886)
  - Hugo Distler, niemiecki kompozytor (ur. 1908)
  - Józef Kubis, niemiecki duchowny rzymskokatolicki (ur. 1867)
  - Ludwig Siebert, niemiecki polityk nazistowski (ur. 1874)
  - Ignacy Skorobohaty, polski major pilot obserwator (ur. 1898)
- 1943:
  - Antoni (Abaszydze), rosyjski biskup i święty prawosławny pochodzenia gruzińskiego (ur. 1867)
  - Vítězslav Chlumský, czeski chirurg, ortopeda, wykładowca akademicki (ur. 1867)
  - Ludwik Krasiński, polski działacz komunistyczny (ur. 1903)
  - Józef Pruchniewicz, polski rolnik, Sprawiedliwy wśród Narodów Świata (ur. 1887)
- 1944:
  - Charles Diehl, francuski historyk, bizantynolog, wykładowca akademicki (ur. 1859)
  - Aleksandr Kłubow, radziecki pilot wojskowy, as myśliwski (ur. 1918)
  - Andrzej Szeptycki, ukraiński duchowny greckokatolicki, biskup stanisławowski, arcybiskup metropolita lwowski i halicki, biskup kamieniecki. czcigodny Sługa Boży (ur. 1865)
  - Alexander Tornquist, niemiecki geolog, paleontolog, wykładowca akademicki (ur. 1868)
  - Wasyl Turkowśkyj, ukraiński działacz nacjonalistyczny (ur. 1910)
- 1945:
  - Nikołaj Chmielow, rosyjski aktor (ur. 1901)
  - Rupert Mayer, niemiecki jezuita, działacz antynazistowski, błogosławiony (ur. 1876)
  - Olaf Sæther, norweski strzelec sportowy (ur. 1871)
- 1946 – Symche Natan, polski aktor pochodzenia żydowskiego (ur. 1892)
- 1947:
  - Tilly Aston, australijska pisarka, działaczka społeczna (ur. 1873)
  - Teodor Romża, ukraiński biskup Kościoła katolickiego obrządku bizantyjsko-rusińskiego, męczennik, błogosławiony (ur. 1911)
- 1948 – Otto Rasch, niemiecki funkcjonariusz i zbrodniarz nazistowski (ur. 1891)
- 1949:
  - Kazimierz Roman Woźnicki, polski literat, publicysta, dyplomata, bibliotekarz, bibliograf, bibliofil, działacz emigracyjny (ur. 1878)
  - Nikoła Żekow, bułgarski generał (ur. 1865)
- 1950:
  - Nikołaj Dawidienkow, radziecki wojskowy, poeta, rysownik, korespondent wojenny, kolaborant (ur. 1916)
  - Heinrich Tessenow, niemiecki architekt, wykładowca akademicki (ur. 1876)
- 1952:
  - Dixie Lee, amerykańska aktorka, tancerka, piosenkarka (ur. 1909)
  - Louis E. Miller, amerykański polityk (ur. 1899)
  - Guus Scheffer, holenderski sztangista (ur. 1898)
  - Václav Simon, czeski trener piłkarski (ur. 1896)
- 1953:
  - Aleksandyr Girginow, bułgarski prawnik, polityk (ur. 1879)
  - Albert Traeger, polski pułkownik kawalerii (ur. 1892)
- 1954 – Józef Wolczyński, polski działacz spółdzielczy i samorządowy, polityk, minister zdrowia publicznego, opieki społecznej i ochrony pracy, poseł na Sejm i senator RP (ur. 1880)
- 1955:
  - Jerzy Antoszewicz, polski major artylerii (ur. 1899)
  - Antun Barac, chorwacki pisarz, krytyk, historyk i teoretyk literatury (ur. 1894)
  - Dale Carnegie, amerykański pisarz motywacyjny (ur. 1888)
  - Adolf Taimi, fiński działacz komunistyczny (ur. 1881)
- 1956:
  - Lajos Asztalos, węgierski szachista (ur. 1889)
  - Pietro Badoglio, włoski dowódca wojskowy, marszałek, polityk, premier Włoch (ur. 1871)
  - Tommy Johnson, amerykański muzyk bluesowy (ur. 1896)
- 1958:
  - Maria Jarema, polska malarka, rzeźbiarka, scenografka (ur. 1908)
  - Józef Lipski, polski major, polityk, dyplomata (ur. 1894)
- 1959 – Edward Sułkowski, polski kapitan, architekt pochodzenia żydowskiego (ur. 1894)
- 1960 – Fryderyk Tadanier, polski architekt, wykładowca akademicki (ur. 1892)
- 1962:
  - Piotr Dołgow, radziecki spadochroniarz doświadczalny, instruktor (ur. 1920)
  - Ricardo Rodríguez, meksykański kierowca wyścigowy (ur. 1942)
- 1964 – Andrij Melnyk, ukraiński pułkownik, polityk (ur. 1890)
- 1965:
  - Alfred Comte, szwajcarski pionier lotnictwa (ur. 1895)
  - Dmitrij Polikarpow, radziecki polityk (ur. 1905)
- 1966:
  - Charles Catterall, południowoafrykański bokser (ur. 1914)
  - Edward Drożniak, polski ekonomista, polityk, poseł do KRN i na Sejm PRL, prezes NBP, dyplomata (ur. 1902)
  - Petar Radaković, chorwacki piłkarz (ur. 1937)
  - Henry Alsop Riley, amerykański neurolog, neuroanatom wykładowca akademicki (ur. 1887)
  - Jakub Szynkiewicz, polski duchowny muzułmański, wielki mufti RP (ur. 1884)
  - Roman Zaremba, polski muzyk (ur. 1904)
- 1967 – Franciszek Grochalski, polski działacz ludowy, polityk, poseł na Sejm PRL (ur. 1912)
- 1968:
  - Francisco Campos, brazylijski adwokat, polityk (ur. 1891)
  - Ludowika Jakobsson, niemiecka i fińska łyżwiarka figurowa (ur. 1884)
  - Jeorjos Papandreu, grecki polityk, premier Grecji (ur. 1888)
- 1969 – Josef Hassmann, austriacki piłkarz (ur. 1910)
- 1970:
  - Schuyler Enck, amerykański lekkoatleta, średniodystansowiec (ur. 1900)
  - Hertha Feiler, austriacka aktorka pochodzenia żydowskiego (ur. 1916)
  - Jadwiga Habsburg-Toskańska, austriacka arystokratka (ur. 1896)
  - Zygfryd Wolniak, polski polityk, dyplomata (ur. 1922)
- 1971:
  - Michaił Romm, rosyjski reżyser i scenarzysta filmowy, pedagog, działacz społeczny pochodzenia żydowskiego (ur. 1901)
  - Jadwiga Smosarska, polska aktorka (ur. 1898)
- 1972:
  - Henry Bailey, amerykański strzelec sportowy (ur. 1893)
  - Robert MacArthur, amerykański ekolog, wykładowca akademicki pochodzenia kanadyjskiego (ur. 1930)
  - Ezra Pound, amerykański poeta, tłumacz, publicysta, krytyk literacki (ur. 1885)
- 1973:
  - Saturnin Butkiewicz, polski aktor (ur. 1903)
  - Ziemowit Karpiński, polski aktor, reżyser teatralny (ur. 1903)
  - Adam Obarski, polski działacz niepodległościowy i socjalistyczny (ur. 1905)
- 1974 – Léo Deschâtelets, kanadyjski duchowny katolicki, generał zakonu oblatów (ur. 1899)
- 1975:
  - Feliks Kupniewicz, polski działacz komunistyczny (ur. 1902)
  - Jéróme Rakotomalala, madagaskarski duchowny katolicki, arcybiskup Antananarywy, kardynał (ur. 1913)
  - Michaił Sałtykow, radziecki polityk (ur. 1906)
- 1976:
  - Ignacy Góralski, polski rolnik, polityk, poseł na Sejm Ustawodawczy (ur. 1887)
  - Filip Johansson, szwedzki piłkarz (ur. 1902)
  - Stanisław Nowosielski, polski fizyk, radioelektronik, wykładowca akademicki (ur. 1906)
  - Jan Roman Pająk, polski piłkarz, trener (ur. 1906)
- 1977:
  - Franco Albini, włoski architekt (ur. 1905)
  - Amazasp Babadżanian, radziecki dowódca wojskowy, główny marszałek wojsk pancernych (ur. 1906)
- 1979 – Mamie Eisenhower, amerykańska pierwsza dama (ur. 1896)
- 1980:
  - Prudent Joye, francuski lekkoatleta, płotkarz i sprinter (ur. 1913)
  - Erminio Roncari, włoski franciszkanin (ur. 1925)
- 1982:
  - Hans Drakenberg, szwedzki szpadzista (ur. 1901)
  - Wojciech Pietraszewski, polski architekt, urbanista (ur. 1931)
  - Vincent J. McCauley, amerykański duchowny katolicki, misjonarz, biskup Fort Portal w Ugandzie, Sługa Boży (ur. 1906)
  - Otto Rüfenacht, szwajcarski szpadzista (ur. 1919)
  - King Vidor, amerykański reżyser, scenarzysta i producent filmowy (ur. 1894)
- 1983:
  - Jerzy Budzisz, polski pułkownik pilot (ur. 1927)
  - Alois Heldmann, niemiecki pilot wojskowy, as myśliwski (ur. 1895)
  - Anthony van Hoboken, holenderski muzykolog, bibliograf (ur. 1887)
  - Longin Pawłowski, polski piłkarz, podporucznik (ur. 1909)
- 1984:
  - Ramón Castro Jijón, ekwadorski admirał, polityk, szef junty wojskowej (ur. 1915)
  - Norman Krasna, amerykański reżyser, scenarzysta i producent filmowy (ur. 1909)
  - Marcel Moyse, francuski flecista, pedagog (ur. 1889)
  - Piotr Siergijewicz, białoruski malarz, rysownik (ur. 1900)
- 1985:
  - Lucien Michard, francuski kolarz szosowy i torowy (ur. 1903)
  - Phil Silvers, amerykański aktor, komik (ur. 1911)
  - Stanisław Sygnet, polski duchowny katolicki, biskup pomocniczy sandomierski, następnie sandomiersko-radomski (ur. 1924)
- 1986 – Mieczysław Moczar, polski generał dywizji, działacz komunistyczny, polityk, minister spraw wewnętrznych, poseł na Sejm PRL, prezes NIK (ur. 1913)
- 1987 – René Lévesque, kanadyjski polityk, premier Quebecu (ur. 1922)
- 1989:
  - Hoimar von Ditfurth, niemiecki lekarz, pisarz, popularyzator nauki (ur. 1921)
  - Mihaela Runceanu, rumuńska piosenkarka (ur. 1955)
  - Mieczysław Tokarski, polski botanik, ogrodnik (ur. 1926)
- 1991:
  - Moisés Carmona, meksykański biskup sedewakantystyczny (ur. 1912)
  - Richard Hoppin, amerykański muzykolog, wykładowca akademicki (ur. 1913)
  - Zofia Mirska, polska aktorka (ur. 1919)
  - Ewa Pachońska, polska aktorka (ur. 1924)
  - Jarosław Szymkiewicz, polski krytyk teatralny (ur. 1930)
- 1992:
  - Giacomo Giuseppe Beltritti, włoski duchowny katolicki, arcybiskup, łaciński patriarcha Jerozolimy (ur. 1910)
  - Tamara Łazakowicz, rosyjska gimnastyczka (ur. 1952)
- 1993:
  - Clément Dupont, francuski rugbysta (ur. 1899)
  - Severo Ochoa de Albornoz, hiszpański biochemik, laureat Nagrody Nobla (ur. 1905)
- 1994 – Noah Beery Jr., amerykański aktor (ur. 1913)
- 1996 – Junius Richard Jayewardene, lankijski prawnik, polityk, premier i prezydent Sri Lanki (ur. 1906)
- 1997:
  - Rawil Chabutdinow, rosyjski sztangista (ur. 1928)
  - Roger Marche, francuski piłkarz (ur. 1924)
  - Józef Warszawski, polski duchowny katolicki, jezuita, filozof, wykładowca akademicki, dziennikarz (ur. 1903)
- 1998:
  - Augusto Magli, włoski piłkarz (ur. 1923)
  - Stanisław Żuk, rosyjski łyżwiarz figurowy, trener (ur. 1935)
- 1999:
  - Bhekimpi Dlamini, suazyjski polityk, premier Suazi (ur. 1924)
  - Nikołaj Głuszkow, radziecki polityk (ur. 1918)
  - Walter Payton, amerykański futbolista (ur. 1954)
- 2000:
  - George Armstrong, angielski piłkarz, trener (ur. 1944)
  - Steven Runciman, brytyjski historyk, dyplomata (ur. 1903)
- 2001:
  - Juan Bosch, dominikański historyk, pisarz, polityk, prezydent Dominikany (ur. 1909)
  - Eugeniusz Pniewski, polski podpułkownik pilot (ur. 1923)
- 2002:
  - Ekrem Akurgal, turecki archeolog (ur. 1911)
  - Jisra’el Amir, izraelski podpułkownik (ur. 1903)
  - Léster Morgan, kostarykański piłkarz, bramkarz (ur. 1976)
- 2003:
  - Henryk Machalica, polski aktor (ur. 1930)
  - Anton Maiden, szwedzki wokalista metalowy (ur. 1980)
  - Eugeniusz Robaczewski, polski aktor (ur. 1931)
- 2004 – Andrzej Strachocki, polski architekt (ur. 1922)
- 2005 – Gladys Tantaquidgeon, amerykańska działaczka społeczna pochodzenia indiańskiego (ur. 1899)
- 2006:
  - Leon Henkin, amerykański matematyk, logik pochodzenia żydowskiego (ur. 1929)
  - Adrienne Shelly, amerykańska aktorka, reżyserka i scenarzystka filmowa (ur. 1966)
  - William Styron, amerykański pisarz (ur. 1925)
- 2007:
  - Meredith Kercher, brytyjska studentka, ofiara morderstwa (ur. 1985)
  - Paul Tibbets, amerykański generał pilot (ur. 1915)
- 2008:
  - Nathaniel Mayer, amerykański wokalista soulowy (ur. 1944)
  - Mieczysław Mazur, polski generał brygady (ur. 1919)
  - Jacques Piccard, szwajcarski naukowiec, odkrywca (ur. 1922)
  - Jerzy Sobociński, polski rzeźbiarz (ur. 1932)
  - Yma Súmac, peruwiańska śpiewaczka operowa (sopran) (ur. 1922)
- 2009:
  - Natuzza Evolo, włoska mistyczka (ur. 1924)
  - Jerzy Jednaszewski, polski dżokej (ur. 1930)
- 2010:
  - Sibylle Bergemann, niemiecka fotografka (ur. 1941)
  - Herbert Krug, niemiecki jeździec sportowy (ur. 1937)
- 2011 – Ricardo Watty Urquidi, meksykański duchowny katolicki, biskup Tepic (ur. 1938)
- 2012:
  - Mitch Lucker, amerykański muzyk, wokalista, członek zespołu Suicide Silence (ur. 1984)
  - Mieczysław Rychlicki, polski porucznik, żołnierz AK (ur. 1925)
- 2013 – Hakimullah Mehsud, pakistański terrorysta, przywódca talibańskiego ugrupowania zbrojnego Tehrik-i-Taliban Pakistan (ur. 1979)
- 2014:
  - Joel Barnett, brytyjski polityk (ur. 1923)
  - Gustau Biosca, hiszpański piłkarz (ur. 1928)
  - Władysław Bochnak, polski duchowny katolicki, teolog (ur. 1934)
  - Wayne Static, amerykański gitarzysta, członek zespołu Static-X (ur. 1965)
- 2015:
  - Andrzej Deptuch, polski franciszkanin konwentualny (ur. 1919)
  - Ronald Desruelles, belgijski lekkoatleta, sprinter i skoczek w dal (ur. 1955)
  - Magdalena Kunicka-Paszkiewicz, polska animatorka kultury (ur. 1955)
  - Charles Duncan Michener, amerykański entomolog (ur. 1918)
  - Raul Rekow, amerykański perkusista, członek zespołu Santana (ur. 1954)
  - Günter Schabowski, niemiecki polityk (ur. 1929)
  - Fred Thompson, amerykański prawnik, aktor, polityk, lobbysta (ur. 1942)
- 2016:
  - Sverre Andersen, norweski piłkarz, trener (ur. 1936)
  - Edward Forski, polski organista, dyrygent (ur. 1916)
  - Bap Kennedy, irlandzki piosenkarz, gitarzysta (ur. 1962)
  - Pocho La Pantera, argentyński piosenkarz (ur. 1950)
- 2017:
  - Drita Agolli, albańska aktorka, reżyserka teatralna (ur. 1927)
  - Grażyna Harmacińska-Nyczka, polska malarka (ur. 1926)
  - Halina Ludorowska, polska filolog germańska (ur. 1946)
  - Władimir Makanin, rosyjski pisarz (ur. 1937)
  - Tadeusz Wyrzykowski, polski rzeźbiarz, malarz (ur. 1925)
- 2018:
  - Mariusz Chwedczuk, polski scenograf teatralny, grafik (ur. 1933)
  - Carlo Giuffrè, włoski aktor (ur. 1928)
  - Halina Słojewska, polska aktorka, działaczka opozycji antykomunistycznej (ur. 1933)
  - Klemens Ścierski, polski inżynier energetyk, polityk, minister przemysłu i handlu, poseł na Sejm i senator RP (ur. 1939)
  - Jurik Wartanian, ormiański sztangista, polityk (ur. 1956)
- 2019:
  - Izabella Galicka, polska historyk sztuki, działaczka społeczna (ur. 1931)
  - Miguel Olaortúa Laspra, hiszpański duchowny katolicki, wikariusz apostolski Iquitos w Peru (ur. 1962)
  - Cwjatko Paszkulew, bułgarski zapaśnik (ur. 1945)
  - Karol Zierhoffer, polski językoznawca, wykładowca akademicki (ur. 1924)
- 2020:
  - Carol Arthur, amerykańska aktorka (ur. 1935)
  - Ludwik Biegasik, polski piłkarz ręczny, trener (ur. 1933)
  - Rachel Caine, amerykańska pisarka (ur. 1962)
  - Pedro Iturralde, hiszpański saksofonista i kompozytor jazzowy (ur. 1929)
  - Donald McDermott, amerykański łyżwiarz szybki (ur. 1929)
  - Markus Stangl, niemiecki szachista (ur. 1969)
  - Janusz Szuber, polski poeta, eseista, felietonista (ur. 1947)
  - Jarosław Warylewski, polski prawnik, karnista, wykładowca akademicki (ur. 1959)
- 2021:
  - Giacomo Babini, włoski duchowny katolicki, biskup Grosseto (ur. 1929)
  - Aaron T. Beck, amerykański psychiatra (ur. 1921)
  - Nelson Freire, brazylijski pianista (ur. 1944)
  - Bogusława Latawiec, polska poetka, prozaiczka, krytyk literacki (ur. 1939)
  - Pat Martino, amerykański gitarzysta jazzowy, kompozytor (ur. 1944)
  - Alvin Patterson, jamajski muzyk reggae, członek zespołu The Wailers (ur. 1930)
- 2022:
  - Filep Karma, papuaski aktywista, więzień polityczny (ur. 1959)
  - Wilson Kiprugut, kenijski lekkoatleta, średniodystansowiec (ur. 1938)
  - Takeoff, amerykański raper (ur. 1994)
  - Keith Taylor, brytyjski samorządowiec, polityk, eurodeputowany (ur. 1953)
- 2023:
  - Luigi Berlinguer, włoski prawnik, polityk, minister edukacji, eurodeputowany (ur. 1932)
  - Marek Jarociński, polski przedsiębiorca, menadżer, działacz opozycji antykomunistycznej, polityk, wicewojewoda bydgoski (ur. 1950)
  - Bob Knight, amerykański koszykarz, trener (ur. 1940)
  - Francis Mer, francuski przedsiębiorca, przemysłowiec, polityk, minister gospodarki, finansów i przemysłu (ur. 1939)
  - Claude Michely, luksemburski kolarz przełajowy i szosowy (ur. 1959)
  - Paride Taban, południowosudański duchowny katolicki, biskup Torit (ur. 1936)
- 2024:
  - Luiz Onmura, brazylijski judoka (ur. 1960)
  - Michael Ruse, brytyjski filozof, wykładowca akademicki (ur. 1940)